# 39 Pułk Piechoty Strzelców Lwowskich

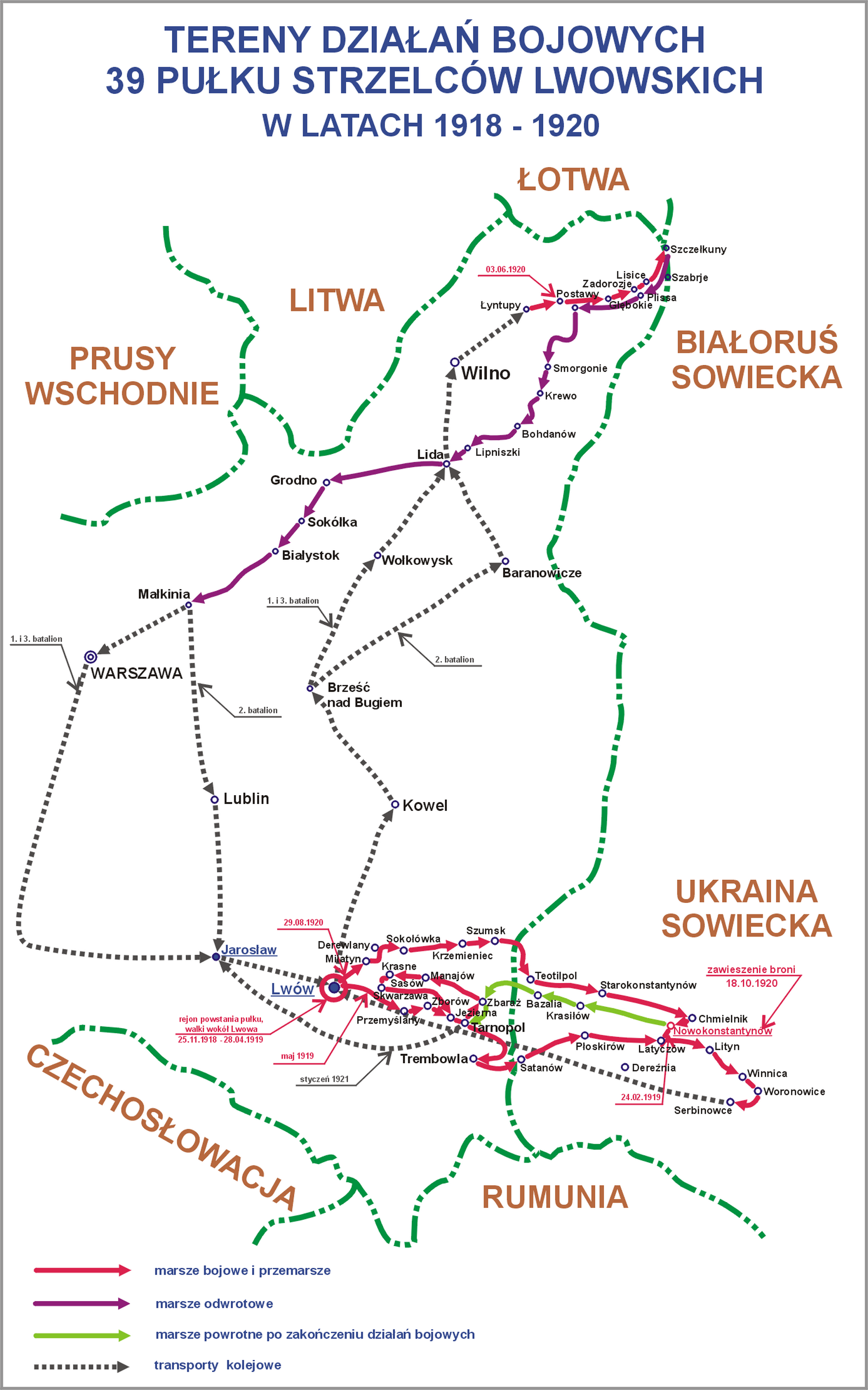
Tereny działań pułku w latach 1918–1920

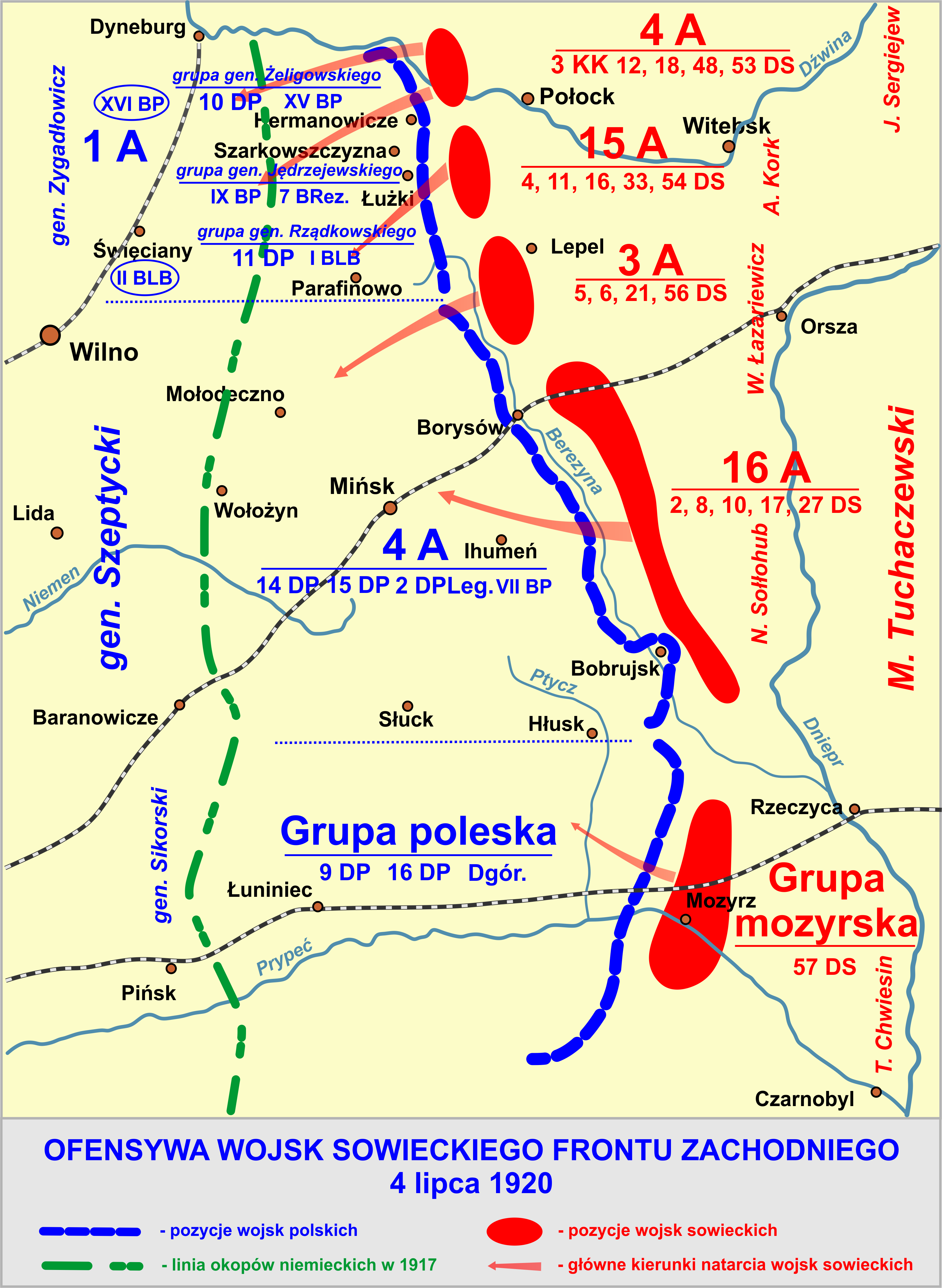

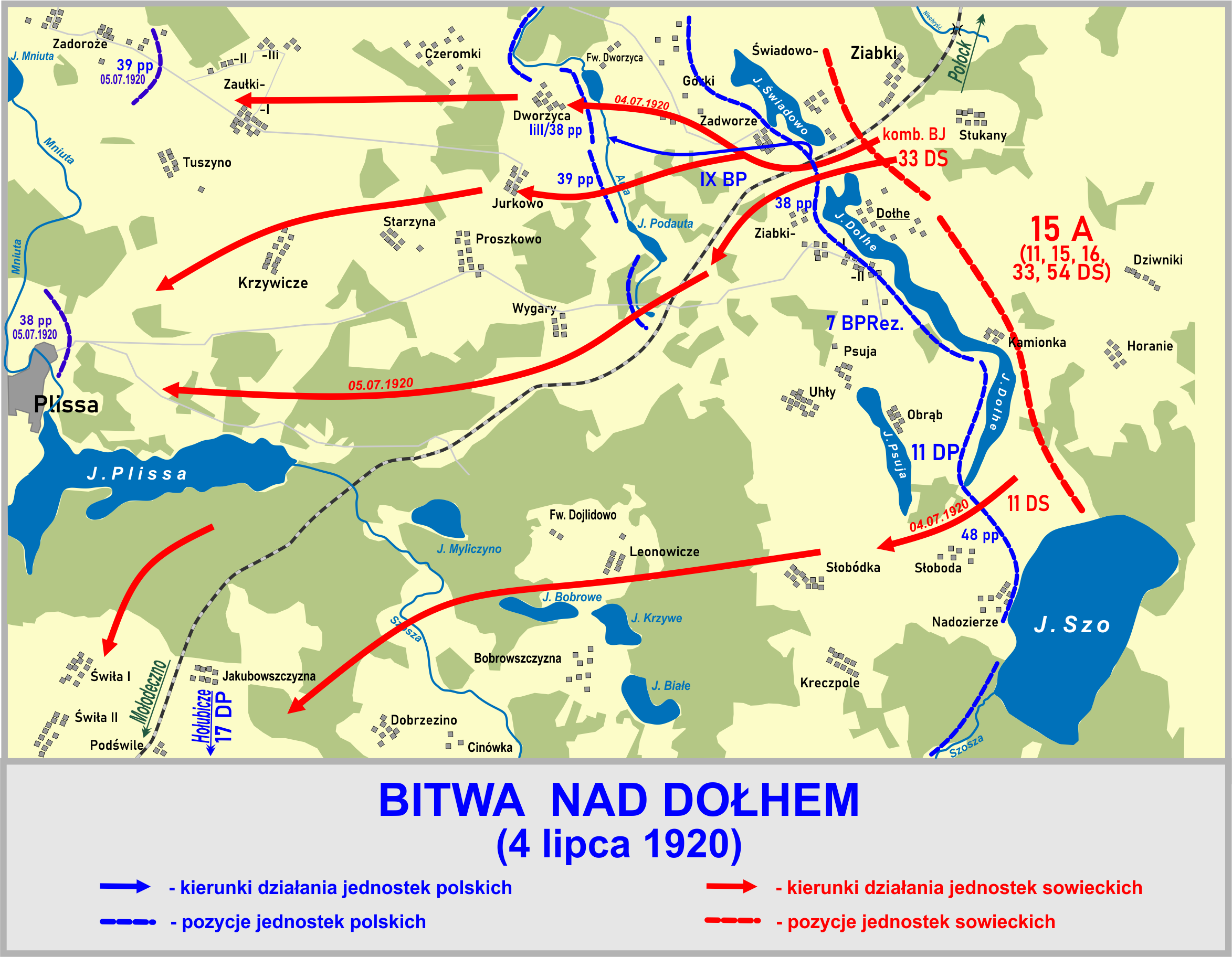

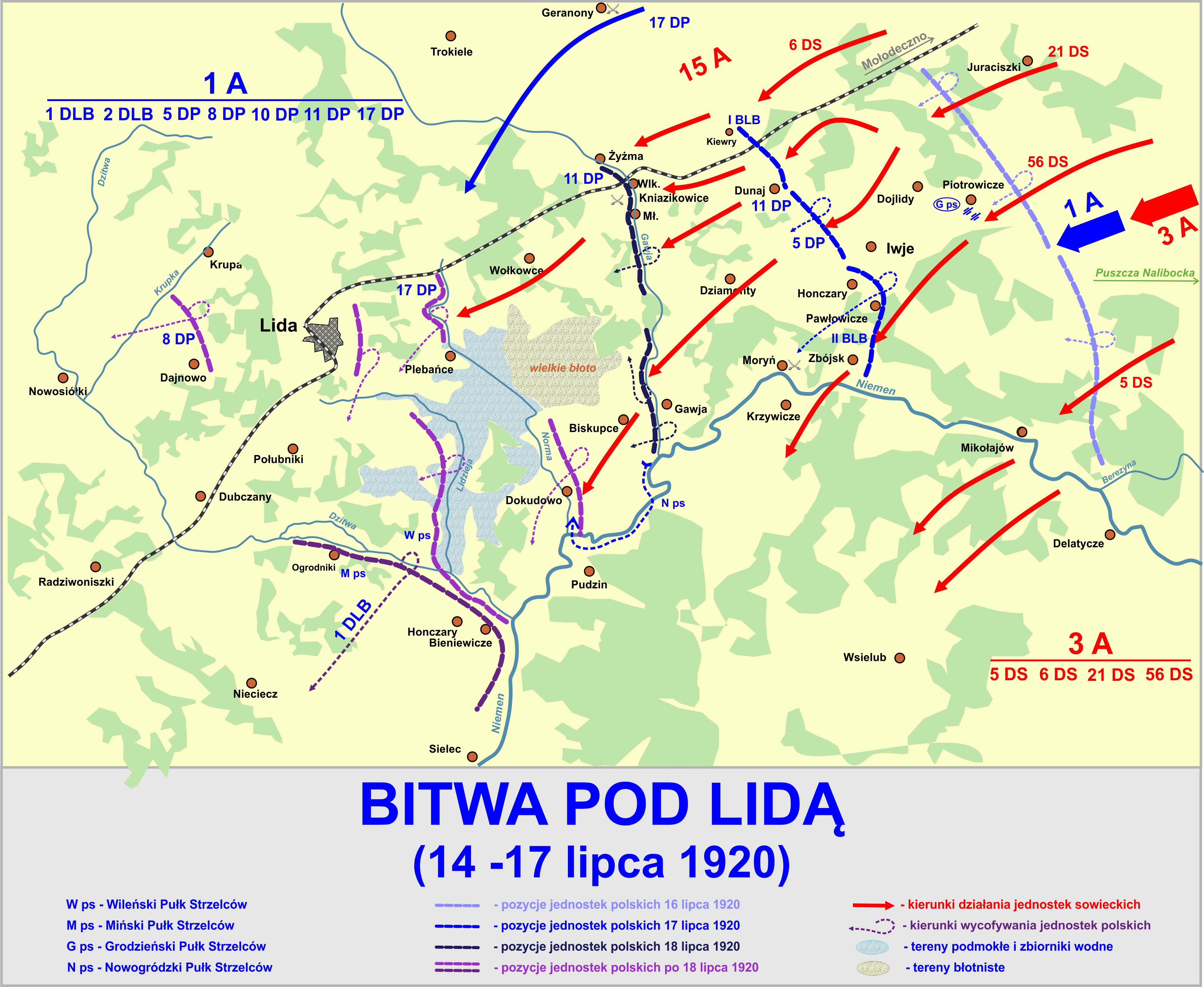

39 Pułk Piechoty Strzelców Lwowskich (39 pp) – oddział piechoty Wojska Polskiego II RP.
Utworzony został spośród listopadowych obrońców Lwowa 1918 roku.
Uczestnik walk o granice 1919 roku oraz wojny polsko-bolszewickiej 1920 roku.
W okresie międzywojennym wchodził w skład 24 Dywizji Piechoty.
Stacjonował w garnizonie Jarosław (I batalion w Lubaczowie).
W kampanii wrześniowej przeszedł szlak bojowy od Wojnicza – walcząc pod Zgłobicami i Zbylitowską Górą, Jawornikiem Ruskim, Boguszówką, Boratyczami, Husakowem, Mużyłowicami Kolonią, Rzęsną Ruską oraz Hołoskiem, przebijając się do oblężonego Lwowa, pod którym wykrwawił się ostatecznie 20 września 1939 roku.

## Formowanie i zmiany organizacyjne
39 pułk piechoty Strzelców Lwowskich powstał z oddziałów broniących Lwowa przed Ukraińcami, którzy 1 listopada 1918 roku, po rozpadzie Austro-Węgier, opanowali Małopolskę Wschodnią ze Lwowem włącznie. Samorzutnie zaczęły tworzyć się i walczyć tam polskie grupy bojowe. Przez trzy tygodnie trwały walki uliczne. 20 listopada 1918 roku z odsieczą przybyły: 4 i 5 pułk piechoty. 22 listopada Lwów został opanowany przez Polaków.
25 listopada 1918 roku zorganizowano trzy lwowskie pułki piechoty. Jednym z nich był 2 pułk Strzelców Lwowskich, sformowany przez Komendę Lwowa z różnych oddziałów. I batalion powstał z obsady odcinka Podzamcze–Rzęsna Polska, a II – z obrońców Dworca Głównego. 20 grudnia w skład oddziału włączony został 3 pułk Strzelców Lwowskich, jako III batalion.
25 stycznia 1919 roku batalion zapasowy pułku został przeniesiony do Jarosławia.
Na podstawie rozkazu Nr 98 Sztabu Generalnego z 8 marca 1919 roku oddział został przemianowany na 39 pułk piechoty.
4 kwietnia 1919 roku Minister Spraw Wojskowych generał porucznik Józef Leśniewski nadał pułkowi nazwę wyróżniającą „Strzelców Lwowskich”.
W grudniu 1919 batalion zapasowy pułku stacjonował w Jarosławiu.
| Obsada personalna pułku w 1920 | Obsada personalna pułku w 1920         |
| Stanowisko                     | Stopień, imię i nazwisko               |
| ------------------------------ | -------------------------------------- |
| Dowódca pułku                  | ppłk Stanisław Sobolewski (do 15 VI)   |
| Dowódca pułku                  | ppłk Franciszek Goliński               |
| Dowódca pułku                  | mjr Bolesław Pytel (od 27 VIII)        |
| Adiutant                       | ppor. Stanisław Luziński               |
| Lekarz                         | por. lek. Herman Bryzman               |
| Kapelan                        | ks. Jan Łętek                          |
| Oficer broni i gazowy          | ppor. Eustachy Kamieński               |
| Dowódca plutonu telefonicznego | ppor. Adam Szefer                      |
| Dowódca I batalionu            | kpt. Stanisław Szyłejko (do 15 VII)    |
| Dowódca I batalionu            | mjr Zbigniew Michalewski (ranny 9 IX)  |
| Dowódca I batalionu            | por. Mieczysław Zieliński              |
| Dowódca I batalionu            | mjr Antoni Lisowski (od 21 IX)         |
| Adiutant                       | ppor. Władysław Heller                 |
| Oficer prowiantowy             | ppor. Stanisław Kargol                 |
| Lekarz                         | ppor. podlek. Emil Skulski             |
| Lekarz                         | ppor. podlek. Józef Zeiger             |
| Dowódca 1 kompanii             | por. Stefan Sozański                   |
| Dowódca 2 kompanii             | ppor. Władysław Odlanicki              |
| Dowódca 3 kompanii             | ppor. Tytus Rotter                     |
| Dowódca 4 kompanii             | ppor. Emil Kikiniss                    |
| Dowódca 1 kompanii km          | ppor. Stanisław Stańkowski             |
| Dowódca II batalionu           | kpt. Edmund Jaworski (IV-1 IX)         |
| Nast.                          | por. Jan Janiszewski (IX)              |
| Nast.                          | mjr Józef Nawrocki (od 17 IX)          |
| Lekarz                         | ppor. podlek. Jerzy Dziopiński         |
| Oficer prowiantowy             | por. Tadeusz Stawski                   |
| Oficer kasowy                  | ppor. Edward Łoziński                  |
| Dowódca 5 kompanii             | ppor. Aleksander Połubak               |
| Dowódca 6 kompanii             | ppor. Mikołaj Pasiuk                   |
| Dowódca 7 kompanii             | ppor. Bolesław Szczucki                |
| Dowódca 8 kompanii             | ppor. Adolf Wielkiewicz                |
| Dowódca 2 kompanii km          | ppor. Bogusław Matousz                 |
| Dowódca III batalionu          | kpt. Ferdynand Andrusiewicz (V)        |
| Dowódca III batalionu          | por. Władysław Sawicki                 |
| Adiutant                       | ppor. Franciszek Górski                |
| Lekarz                         | ppor. podlek. Juliusz Ziegler          |
| Lekarz                         | ppor. san. Józef Mokrzycki             |
| Oficer prowiantowy             | ppor. Mieszko Kretowicz                |
| Oficer kasowy                  | por. Stanisław Smereka                 |
| Dowódca 9 kompanii             | ppor. Feliks Serbeński                 |
| Dowódca 10 kompanii            | ppor. Kazimierz Lipert                 |
| Dowódca 11 kompanii            | ppor. Bożymir Stała                    |
| Dowódca 12 kompanii            | por .Wacław Kruszewski († 31 VIII)     |
| Dowódca 3 kompanii km          | N.N.                                   |
| Oficer baonu                   | ppor. Stefan Nyczay                    |
| Dowódca kompanii technicznej   | por. Karol Marks                       |
| Dowódca plutonu                | ppor. Józef Huppenthal                 |
| Oficer pułku                   | por. Eugeniusz Okołowicz               |
| Oficer pułku                   | por. Wincenty Szlakiewicz (ranny 9 IX) |
| Oficer pułku                   | ppor. Marian Horak (†31 VIII)          |
| Oficer pułku                   | ppor. Mateusz Kopeć (ranny 9IX)        |
| Oficer pułku                   | ppor. Tadeusz Podowski († 31 VIII)     |
| Oficer pułku                   | ppor. Ludwik Rotter                    |
| Oficer pułku                   | ppor. Edmund Sawiński                  |
| Oficer pułku                   | pchor. Bartłomiej Józef Dobosz         |

## Pułk w walce o granice

### W wojnie polsko-ukraińskiej
Pułk otrzymał zadanie obrony północno-zachodniego i zachodniego odcinka frontu lwowskiego. Bronił: Hołosko i Rzęsnę Polską, Lewandówkę, Biłohorszcze, Sygniówkę, Zboiska i Kościarnię. 14 lutego siły ukraińskie przeszły do ofensywy i przez miesiąc bataliony pułku walczyły w okrążeniu aż do przybycia odsieczy gen. Wacława Iwaszkiewicza (17 marca 1919 roku). Największe zwycięstwo pułk odniósł 29 kwietnia 1919 r., przerywając w Zboiskach i Brzuchowicach pierścień wojsk ukraińskich wokół Lwowa, zdobywając rejon umocniony Melechów–Laszki Murowane. W połowie maja rozpoczęła się polska ofensywa. Pułk w składzie 5 Dywizji Piechoty przełamał front nieprzyjaciela i dotarł do Zborowa i Jeziernej. 1 czerwca zajął Tarnopol, zdobywając dziewięć lokomotyw, kilkaset wagonów z amunicją i sprzętem wojskowym. Podczas kontrofensywy ukraińskiej pułk osłaniał odwrót dywizji, aby 28 czerwca przejść znów do działań zaczepnych. W trakcie ponownej ofensywy pułk zajął Kotłów, Kruhów i Załoźce, ponosząc jednak ogromne straty. W związku z tym pułk odszedł do odwodu frontu galicyjskiego do Hłuboczka Wielkiego. 1 września 1919 roku na mocy rozejmu ustalono linię demarkacyjną wzdłuż rzeki Zbrucz. Tutaj, w rejonie Satanowa pułk zakończył swój szlak bojowy w wojnie polsko-ukraińskiej.

## W wojnie polsko bolszewickiej
W lutym 1920 roku pułk zdobył Nowokonstantynów po czterodniowych walkach, a 14 kwietnia 1920 roku wraz z 38 pułkiem piechoty nacierał na Wołkowińce, gdzie rozbito kilka pułków piechoty i jazdy sowieckiej.
13 kwietnia gen. Władysław Jędrzejewski postanowił zorganizować kolejny wypad na Wołkowińce, z zadaniem rozbicia sił nieprzyjacielskich, przerwania toru kolejowego pod Wołkowińcami i częściowego zniszczenia stacji kolejowej. Tym razem użyto znacznie większych sił w porównaniu z wypadem kwietniowym. W skład oddziału wypadowego weszło siedem kompanii 38 pułku piechoty, pięć kompanii 19 pułku piechoty, cały 39 pułk piechoty, III/4 pułku strzelców konnych, pluton 3 baterii 12 pułku artylerii polowej, pociągi pancerne „Pionier” i „gen. Iwaszkiewicz”.
Nocą z 13 na 14 grupa rozpoczęła marsz na Wołkowińce i o świcie uderzyła na miejscowość. Zaskoczony nieprzyjaciel nie stawiał większego oporu i wycofywał się w bezładzie. Szybki odwrót przeciwnika sprawił, że wzięto tylko około 150 jeńców, zdobyto jednakże cztery działa, 26 ckm-ów, kancelarię 399 pułku strzelców oraz duże zapasy amunicji i żywności.
W kwietniu 1920  w składzie 6 Armii uczestniczył w wyprawie kijowskiej. 29 kwietnia 1920 roku pułk zajął Winnicę. Następnie działał w składzie Armii Rezerwowej gen. Kazimierza Sosnkowskiego.
4 lipca 1920 wojska Frontu Zachodniego Michaiła Tuchaczewskiego rozpoczęły natarcie.
39 pułk piechoty wchodzący w skład IX Brygady Piechoty z Grupy gen. Władysława Jędrzejewskiego bronił pozycji nad Autą na lewym skrzydle brygady.
Już w pierwszych godzinach nieprzyjacielskiego natarcia zarysował się kryzys na odcinku polskiej obrony. 39 pp został odrzucony na drugą linię okopów. W walce z oddziałami sowieckiej 4 Dywizji Strzeleckiej i zbiorczą brygadą kawalerii jego pozycje kilkakrotnie przechodziły z rąk do rąk. Pułk w walce stracił około 50% szeregowców i 40% kadry oficerskiej. Wieczorem pułk wycofał się za Mniutę i przeszedł do obrony przedmościa Zadoroże. 5 lipca przeciwnik przełamał front polski na północ i południe od przedmościa, a jego kawaleria zaczęła zagrażać wyjściem na tyły broniących się  oddziałów. O 14.00  dowódca pułku otrzymał rozkaz opuszczenia przedmościa. Z ocalałych żołnierzy zdołano sformować tylko jeden batalion pod dowództwem kpt. Stanisława Szyłejki. Wieczorem zbiorczy batalion zajął stanowiska pod Zaborzem po obu stronach drogi z Zadoroża do Głębokiego. Jednak i tu kawaleria bolszewicka wykonywała głębokie obejścia uniemożliwiające utrzymanie pozycji obronnej. W trakcie dalszego odwrotu tylko część batalionu zdołała przedrzeć się do Głębokiego. Kpt. Szyłejko wraz z grupą żołnierzy został otoczony przez kawalerię i dostał się do niewoli.
W Głębokiem resztki pułku uzupełniono rozbitkami z różnych oddziałów 1 Armii i jako batalion skierowano do obrony linii Olszanki.
W kolejnych dniach pułk poniósł takie straty, że z jego resztek nie dało się sformować większego oddziału. Został wycofany z frontu i wysłany do Jarosławia do uzupełnienia i reorganizacji. W końcu sierpnia pułk wrócił na linię frontu i wziął udział w bojach pod Kutkorzem i Milatynem, gdzie stracił ponad 300 zabitych i rannych. Ostatnie walki pułk stoczył, forsując rzekę Boh i zdobywając Nowokonstantynów.
W czasie obu wojen poległo i zmarło z ran 25 oficerów i podchorążych oraz 361 podoficerów i szeregowców pułku.

### Kawalerowie Virtuti Militari
| Żołnierze pułku odznaczeni Krzyżem Srebrnym Orderu Wojskowego Virtuti Militari za wojnę 1918–1920 | Żołnierze pułku odznaczeni Krzyżem Srebrnym Orderu Wojskowego Virtuti Militari za wojnę 1918–1920 | Żołnierze pułku odznaczeni Krzyżem Srebrnym Orderu Wojskowego Virtuti Militari za wojnę 1918–1920 |
| ------------------------------------------------------------------------------------------------- | ------------------------------------------------------------------------------------------------- | ------------------------------------------------------------------------------------------------- |
| st. szer. Julian Kartasiński                                                                      | kpr. Franciszek Filip                                                                             | plut. Stanisław Barylski                                                                          |
| sierż. Jan Czereba                                                                                | sierż. Józef Eliaszów                                                                             | pchor. Jan Gorzko                                                                                 |
| pchor. Rudolf Götz                                                                                | pchor. Władysław Kolbuszowski                                                                     | ppor. Franciszek Górski                                                                           |
| ppor. Feliks Serbeński                                                                            | ppor. Bożymir Stala                                                                               | ppor. Stefan Sozański                                                                             |
| por. Stanisław Kruszyński                                                                         | por. Tytus Rotter                                                                                 | por. Władysław Sawicki                                                                            |
| por. Jan Schramm                                                                                  | por. Wacław Kruszewski                                                                            | kpt. Ludwik Wiktor Kopeć                                                                          |
| kpt. Stanisław Szyłejko                                                                           | kpt. lek. dr Stanisław Ostrowski                                                                  | mjr Walerian Sikorski                                                                             |
| płk Stanisław Eulagiusz Sobolewski                                                                |                                                                                                   |                                                                                                   |

Ponadto 59 oficerów, 12 podchorążych, 36 podoficerów i 64 szeregowców zostało odznaczonych Krzyżem Walecznych, w tym 7 żołnierzy z jednym okuciem, 6 z dwoma okuciami i 4 z trzema okuciami.

## Pułk w okresie pokoju

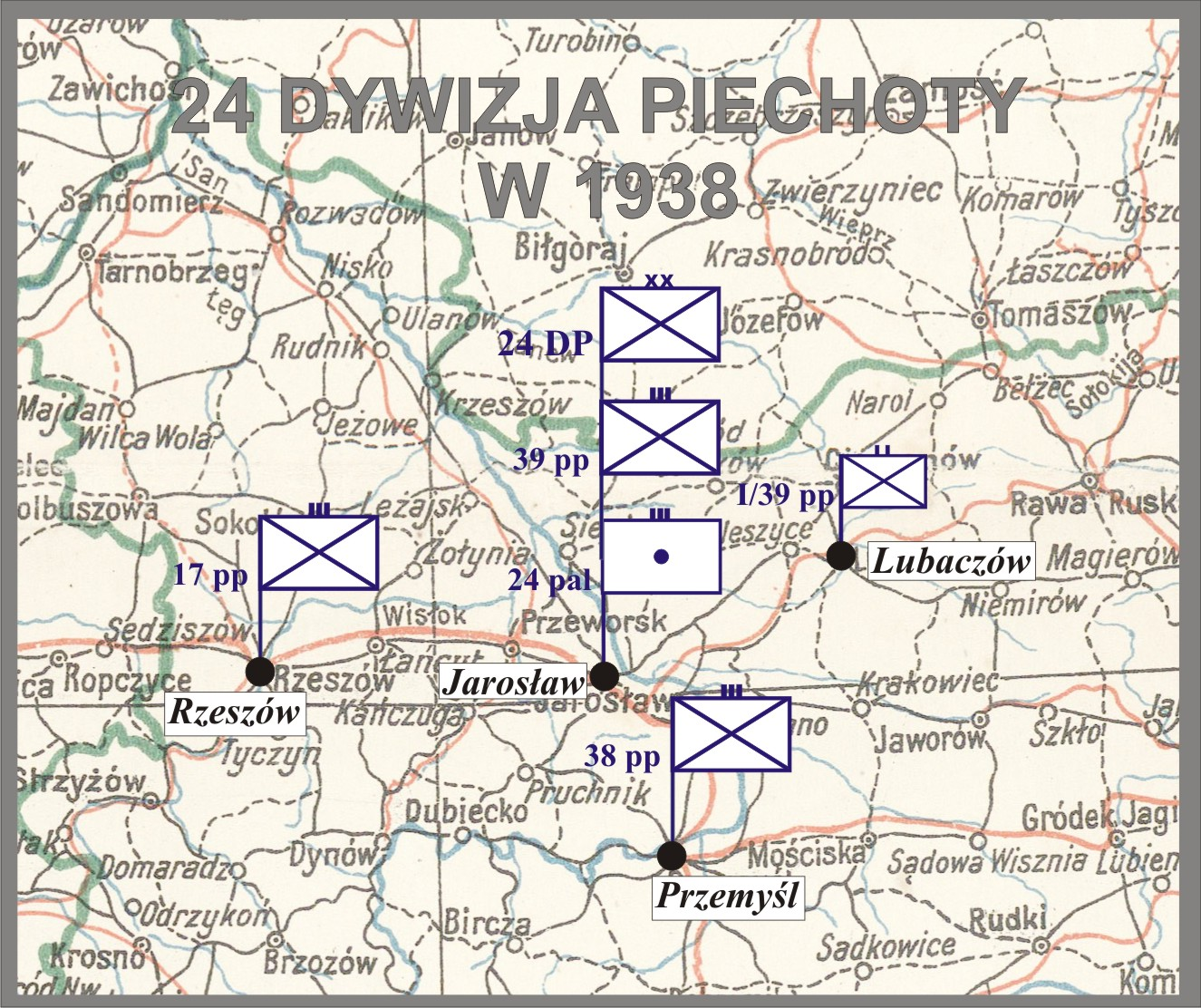

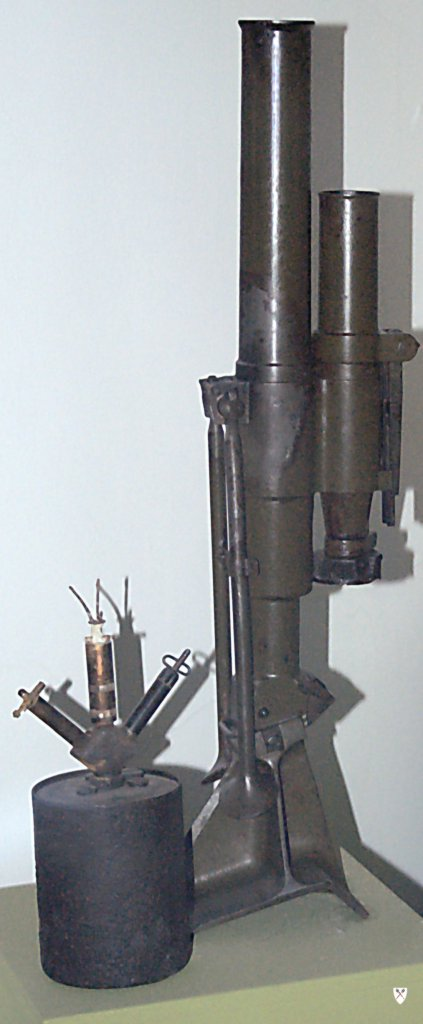
Granatnik wz. 36 – broń wsparcia kompanii piechoty

W styczniu 1921 roku sztab pułku przeniesiony został do Jarosławia, I batalion stacjonował w Stanisławowie, II i III w Kołomyi. W lipcu 1921 roku pułk w całości dyslokowany został w Jarosławiu, w koszarach przy ul. Kościuszki. W 1922 roku I i III batalion przeniesiono do Lubaczowa, do koszar im. gen. Józefa Zajączka. I batalion stacjonował w Lubaczowie do września 1939 roku. III batalion został skadrowany i w 1930 roku powrócił do Jarosławia. Kadra batalionu zapasowego stacjonowała w Jarosławiu.
Organizacyjnie od 1921 roku pułk wchodził w skład 24 Dywizji Piechoty. Składał się z dowództwa, batalionu sztabowego, trzech batalionów piechoty i kadry batalionu zapasowego. W 1924 roku zlikwidowano batalion sztabowy i kadrę batalionu zapasowego. W ich miejsce wprowadzono: drużynę dowódcy pułku i dwa plutony specjalne – pionierów i łączności.
19 maja 1927 roku Minister Spraw Wojskowych marszałek Polski Józef Piłsudski ustalił i zatwierdził dzień 29 kwietnia, jako datę święta pułkowego. Pułk obchodził swoje święto uroczyście w rocznicę zwycięskich walk pod Brzuchowicami i Zboiskami, stoczonych w 1919 roku.

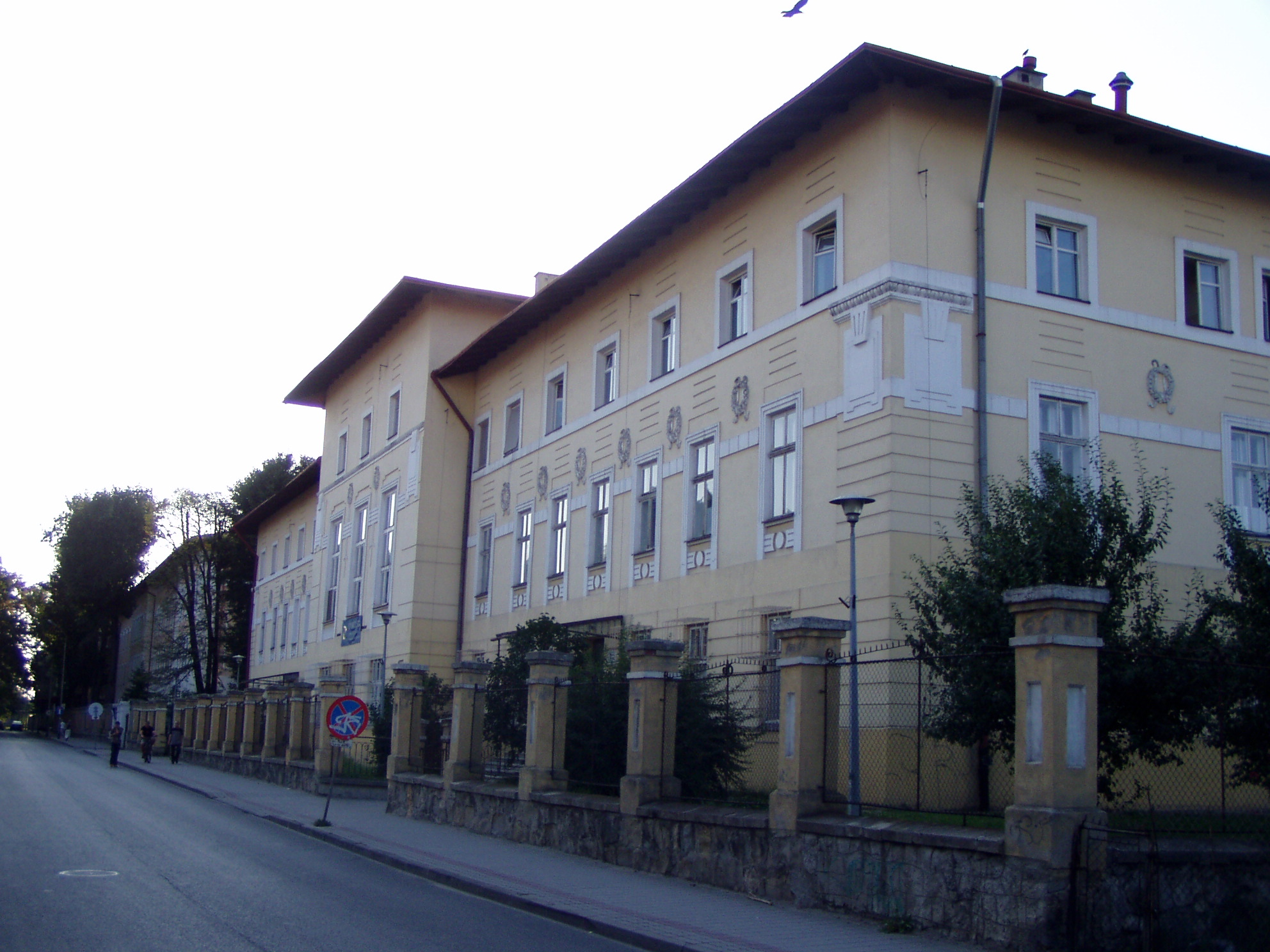
Koszary 39 ppSL – obecnie SP ZOZ Jarosław

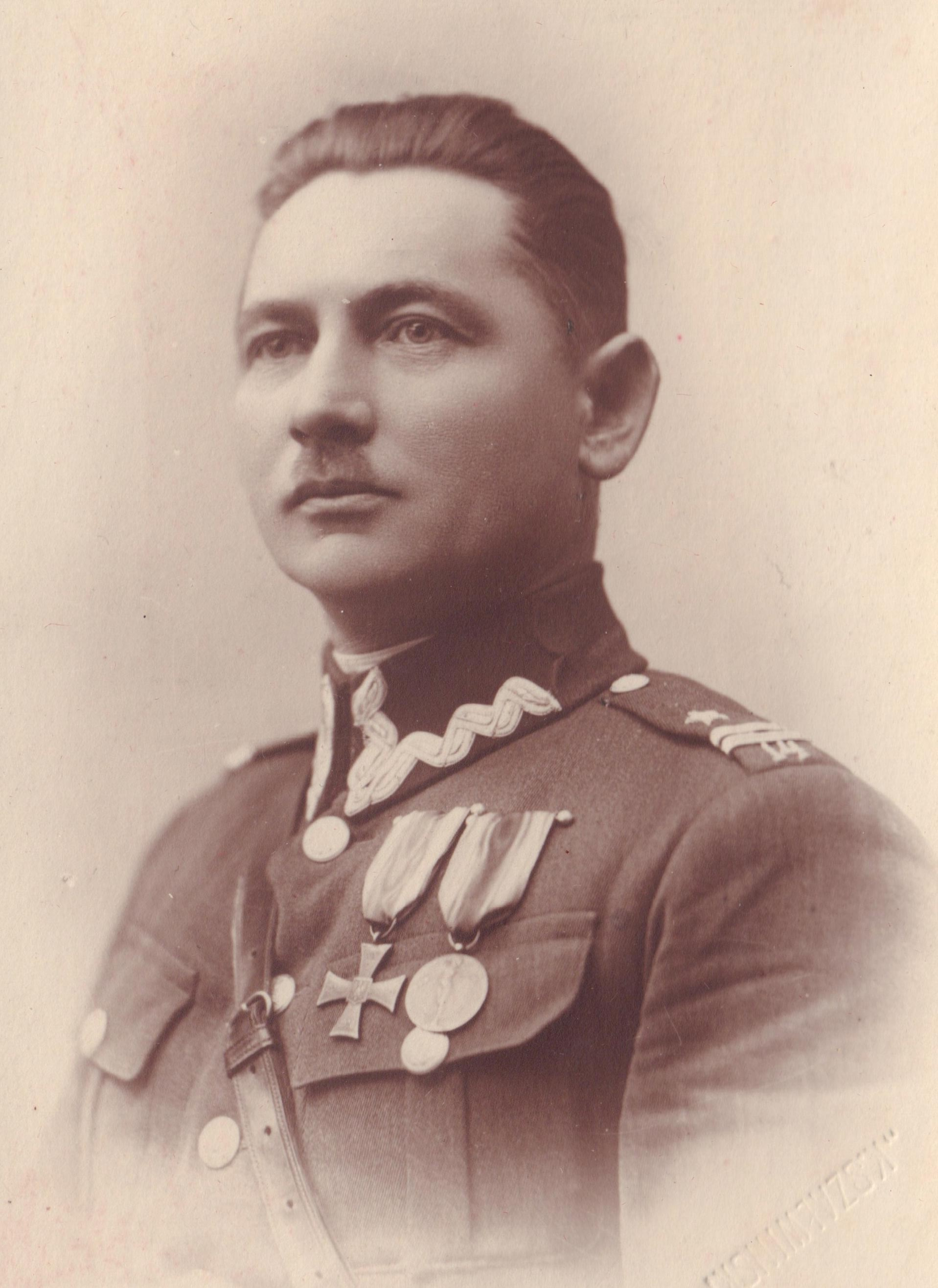
Major Marian Dzierzbicki, wieloletni oficer 14 pułku piechoty. Od marca 1931 roku dowodził batalionem w 39 pułku piechoty.

18 września 1928 w Ożańsku kpr. Józef Rychtyk w wyniku nieostrożnego obchodzenia się z granatem doprowadził do jego eksplozji w następstwie której zranił 4 osoby i 3 konie z orszaku weselnego.
Na podstawie rozkazu wykonawczego Ministerstwa Spraw Wojskowych do Departamentu Piechoty o wprowadzeniu organizacji piechoty na stopie pokojowej PS 10-50 z 1930 roku, w Wojsku Polskim wprowadzono trzy typy pułków piechoty. 39 pułk piechoty zaliczony został do typu I pułków piechoty (tzw. „normalnych”). W każdym roku otrzymywał około 610 rekrutów. Stan osobowy pułku wynosił 56 oficerów oraz 1500 podoficerów i szeregowców. W okresie zimowym posiadał batalion starszego rocznika, batalion szkolny i skadrowany, w okresie letnim zaś batalion starszego rocznika i dwa bataliony poborowych. Pułk szkolił rekrutów dla potrzeb Korpusu Ochrony Pogranicza. Reorganizacja 1930 roku wprowadziła: dowództwo, kwatermistrzostwo z kompanią administracyjną, trzy bataliony piechoty (każdy po 3 kompanie strzeleckie i 1 kompania ckm) oraz oddziały specjalne: łączności, pionierów, artylerii piechoty i zwiad konny.
W 1937 roku w pułku sformowano kompanię przeciwpancerną. W 1938 roku kompania miała na stanie siedem 37 mm armatek. W tym samym roku utworzono oddział zwiadu w składzie: pluton kolarzy i pluton zwiadowców konnych.
| Obsada personalna i struktura organizacyjna w marcu 1939 | Obsada personalna i struktura organizacyjna w marcu 1939 |
| Stanowisko                                               | Stopień, imię i nazwisko                                 |
| Dowództwo                                                | Dowództwo                                                |
| -------------------------------------------------------- | -------------------------------------------------------- |
| dowódca pułku                                            | ppłk dypl. Roman Władysław Szymański                     |
| I zastępca dowódcy                                       | ppłk Stanisław Tworzydło                                 |
| adiutant                                                 | kpt. Stefan Józef Żółtowski                              |
| starszy lekarz                                           | mjr dr Józef Sławik                                      |
| młodszy lekarz                                           | vacat                                                    |
| II zastępca dowódcy (kwatermistrz)                       | ppłk Piotr Kaczała                                       |
| oficer mobilizacyjny                                     | kpt. adm. (piech.) Jakub Szutt                           |
| zastępca oficera mobilizacyjnego                         | por. Piotr Herzog                                        |
| oficer administracyjno-materiałowy                       | kpt. adm. (piech.) Franciszek Jachnik                    |
| oficer gospodarczy                                       | kpt. int. Adam Bolesław Markiewicz                       |
| oficer żywnościowy                                       | vacat                                                    |
| oficer taborowy                                          | kpt. tab. Jan Kowal                                      |
| kapelmistrz                                              | ppor. adm. (kapelm.) Wiktor Socewicz                     |
| dowódca plutonu łączności                                | por. Roman Franciszek Zub                                |
| dowódca plutonu pionierów                                | por. Cyprian Stanisław Osiński                           |
| dowódca plutonu artylerii piechoty                       | por. art. Jan Dominik Cehak                              |
| dowódca plutonu ppanc.                                   | por. Tadeusz Gola                                        |
| dowódca oddziału zwiadu                                  | por. Kazimierz Bukowy                                    |
| I batalion                                               |                                                          |
| dowódca batalionu                                        | ppłk Franciszek Karol Herzog                             |
| adiutant batalionu                                       | por. Stanisław Trondowski                                |
| pomocnik dowódcy batalionu ds. gosp.                     | kpt. Władysław Leon Tomaka                               |
| lekarz batalionu                                         | por. lek. Antoni Mateusz Michał Pieszak                  |
| dowódca 1 kompanii                                       | kpt. Franciszek Ksawery Adam Wylegała                    |
| dowódca plutonu                                          | ppor. Jerzy Stanisław Głoskowski                         |
| dowódca 2 kompanii                                       | kpt. Miron Manuel Czmyr                                  |
| dowódca plutonu                                          | ppor. Witold Marian Toth                                 |
| dowódca 3 kompanii                                       | kpt. Edward Pycz                                         |
| dowódca plutonu                                          | ppor. Jerzy Górkiewicz                                   |
| dowódca 1 kompanii km                                    | mjr Zygmunt Ignacy Rylski                                |
| dowódca plutonu                                          | ppor. Maciej Józef Kielman                               |
| II batalion                                              |                                                          |
| dowódca batalionu                                        | mjr Józef Bieniek                                        |
| dowódca 4 kompanii                                       | por. Mieczysław Wiktor Przybylski                        |
| dowódca 5 kompanii                                       | kpt. Jan Bronisław Toth                                  |
| dowódca plutonu                                          | por. Marian Michał Osiczko                               |
| dowódca plutonu                                          | ppor. Kazimierz Radwański                                |
| dowódca 6 kompanii                                       | kpt. adm. (piech.) Jan Bojarski                          |
| dowódca plutonu                                          | por. Kazimierz Adam Czabanowski                          |
| dowódca 2 kompanii km                                    | kpt. Zygmunt Stanisław Gawłowski                         |
| dowódca plutonu                                          | ppor. Marian Stanisław Kadlec                            |
| dowódca plutonu                                          | ppor. Witold Józef Skawiński                             |
| III batalion                                             |                                                          |
| dowódca batalionu                                        | mjr Henryk Dyduch                                        |
| dowódca 7 kompanii                                       | kpt. dypl. kontr. Jan Vano Nanuaszwili                   |
| dowódca plutonu                                          | ppor. Kazimierz Jarosz                                   |
| dowódca 8 kompanii                                       | kpt. Eugeniusz Józef Buczyński                           |
| dowódca plutonu                                          | por. Leon Hieronim Zalasiński                            |
| dowódca 9 kompanii                                       | kpt. Karol Domiter                                       |
| dowódca plutonu                                          | ppor. Józef Chirowski                                    |
| dowódca 3 kompanii km                                    | kpt. Zygmunt Gronkowski                                  |
| dowódca plutonu                                          | por. Adam Borowiec                                       |
| na kursie                                                | por. Władysław Franciszek Sokołowski                     |
| w szpitalu                                               | ppor. Edmund Reimann                                     |
| w szpitalu                                               | ppor. Filip Wołoszański †13 IV 1939                      |
| Dywizyjny Kurs Podchorążych Rezerwy 24 DP                |                                                          |
| dowódca                                                  | mjr Antoni Fleszar                                       |
| dowódca plutonu                                          | por. Józef Wiktor Emil Blumski                           |
| dowódca plutonu                                          | por. Józef Ignacy Kuś                                    |
| dowódca plutonu                                          | por. Henryk Mickiewicz                                   |
| dowódca plutonu                                          | por. Marian Józef Żurawski                               |
| 39 obwód przysposobienia wojskowego „Jarosław”           |                                                          |
| kmdt obwodowy PW                                         | kpt. piech. Władysław Bochenek                           |
| kmdt powiatowy PW Jarosław                               | kpt. piech. Stanisław Kubarski                           |
| kmdt powiatowy PW Przeworsk                              | kpt. adm. (piech.) Marcin Kosiński                       |
| kmdt powiatowy PW Lubaczów                               | kpt. adm. (piech.) Wincenty Stanisław Loster             |

## 39 pp w kampanii wrześniowej

### Mobilizacja

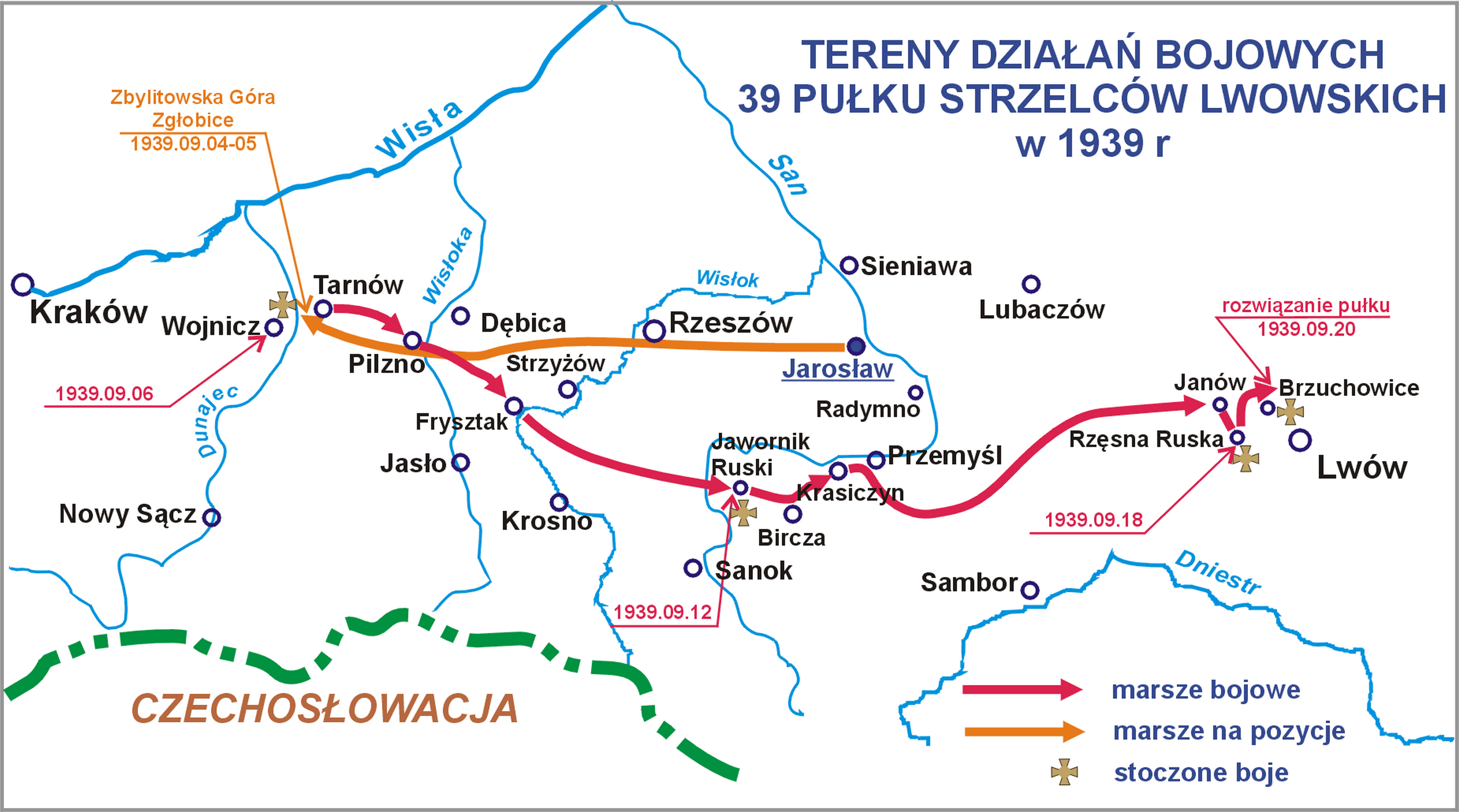
Tereny działań pułku w 1939 r.

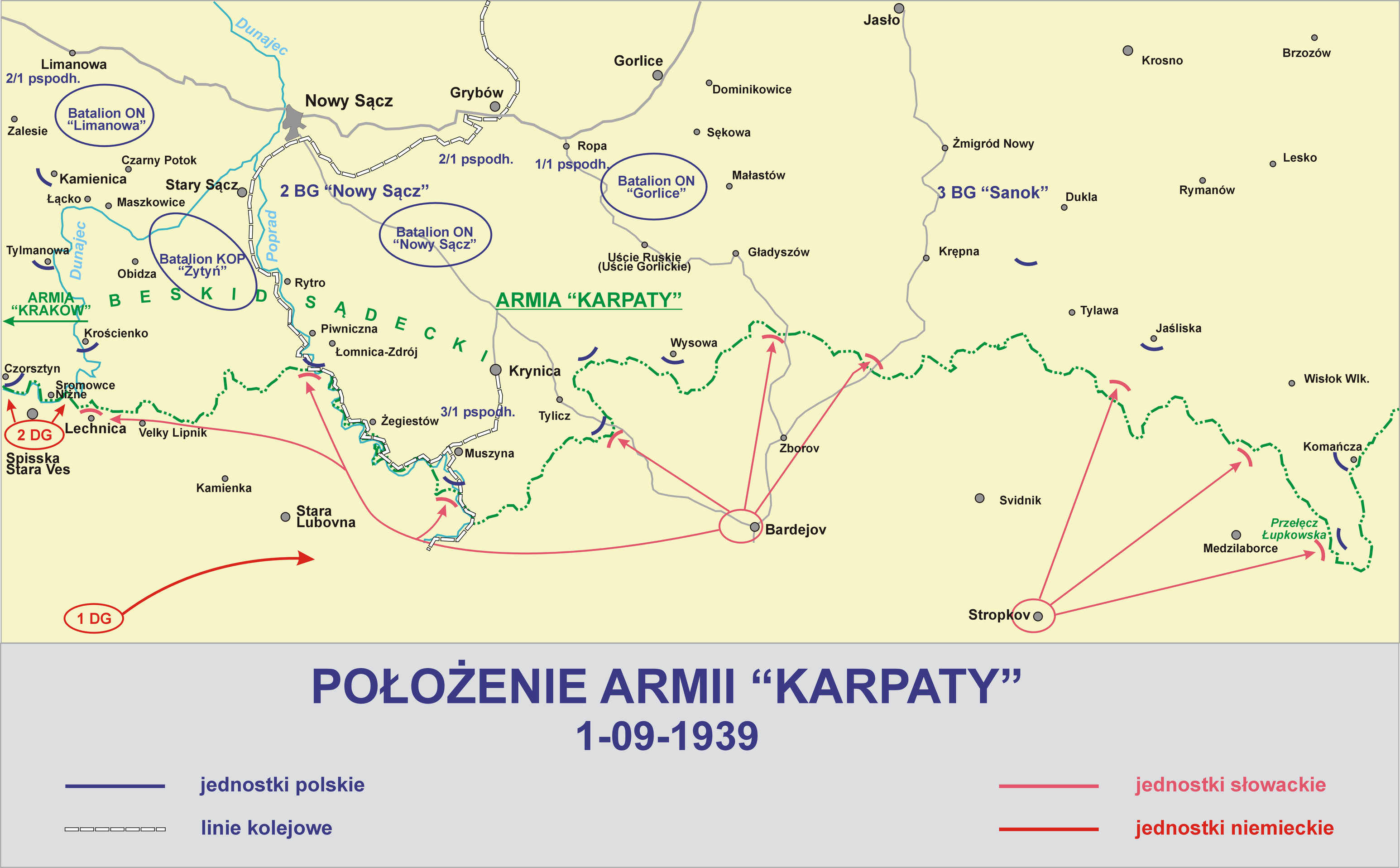
Pułk walczył w składzie armii od 6 września 1939

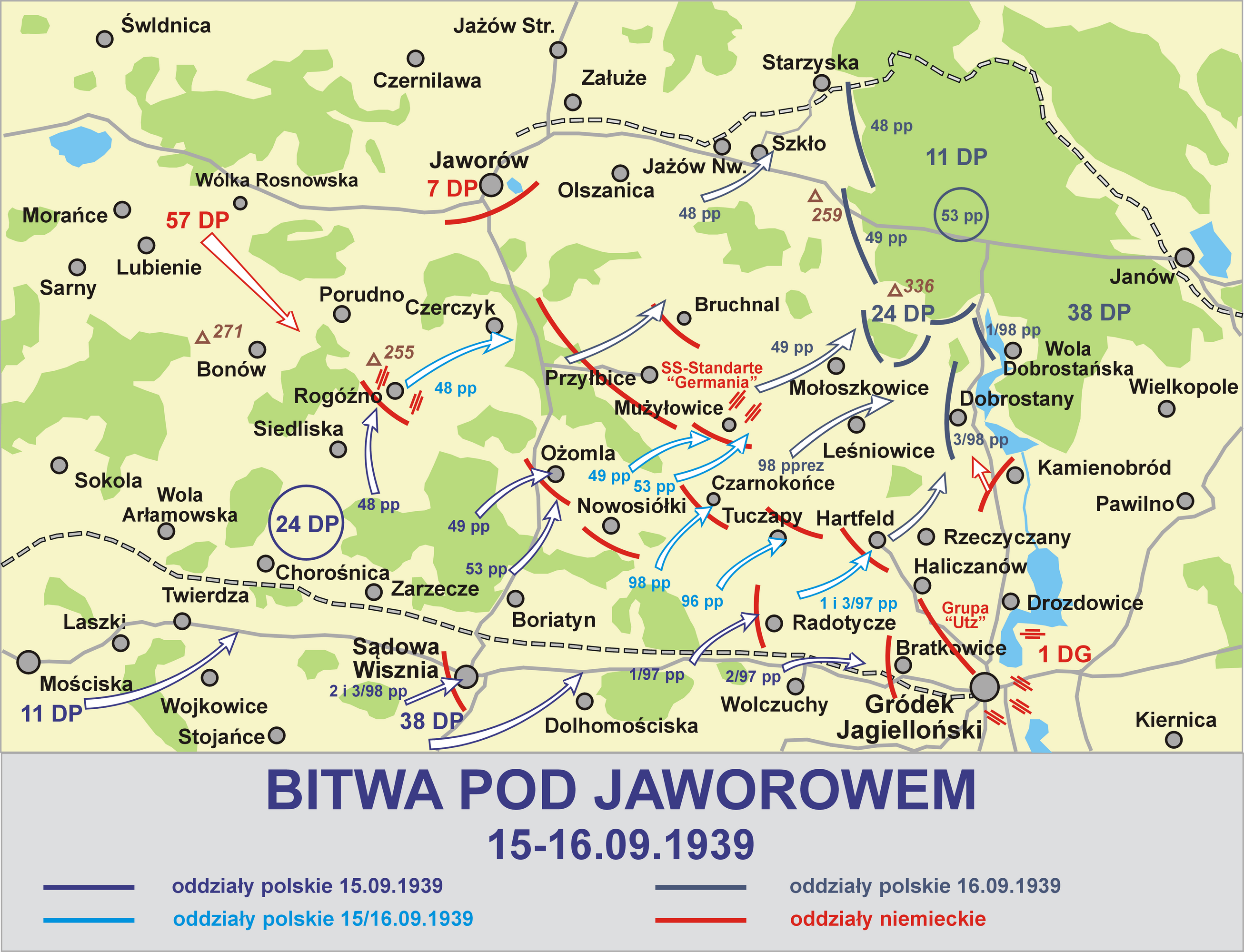

Pułk był jednostką mobilizującą. Zgodnie z planem mobilizacyjnym „W” dowódca pułku był odpowiedzialny za przygotowanie i przeprowadzenie mobilizacji następujących oddziałów:
w I rzucie mobilizacji powszechnej:
- 39 pułku piechoty (I baonu w Lubaczowie),
- kompanii kolarzy nr 104 (dla 36 DP)[32],
- samodzielnej kompanii karabinów maszynowych i broni towarzyszących nr 103 (dla 24 DP),
- samodzielnej kompanii karabinów maszynowych i broni towarzyszących nr 104 (dla 36 DP)[32],
- kompanii asystencyjnej nr 198 (dla 24 DP),
- parku intendentury typ I nr 13,
- kolumny taborowej parokonnej nr 18 (w Lubaczowie dla 24 DP),
- kolumny taborowej parokonnej nr 19 (w Lubaczowie dla 24 DP),
- Obozu Jeńców Lubaczów,

w II rzucie mobilizacji powszechnej:
- III batalionu 154 pułku piechoty,
- batalionu marszowego 39 pp,
- uzupełnienia marszowego samodzielnej kompanii km i broni towarzyszących nr 103[33].

Pod względem mobilizacji materiałowej dowódcy pułku była podporządkowana Komenda Rejonu Uzupełnień Jarosław.
Mobilizację powszechną ogłoszono 31 sierpnia o godz. 11.30. I batalion mobilizował się w Młodowie pod Lubaczowem, pozostałe pod Jarosławiem – II w Tywonii, III we Wierzbnej. Mobilizacja przebiegała zgodnie z planami mobilizacyjnymi, które przewidywały całkowitą gotowość pododdziałów szóstego dnia. Jednak z uwagi na niepomyślną sytuację na froncie pułk otrzymał rozkaz zakończenia jej do godziny 12.00, 3 września.
Załadunek pododdziałów na eszelony odbywał się na stacjach Munina i Jarosław w następującej kolejności: pluton artylerii piechoty i kompania ppanc., I batalion, dowództwo pułku i kompania zwiadu, II batalion. Odjazd nastąpił o godz. 15.00. Załadunek III batalionu odbył się późną nocą na rampie w Jarosławiu, skąd wyruszył w rejon koncentracji 24 Dywizji Piechoty o godz. 3.00, 4 września.

### Działania bojowe

#### Obrona na linii Dunajca
Pierwszy transport wyładował się w Tarnowie 4 września. I batalion został wtedy zbombardowany i poniósł pierwsze straty. Zginął podoficer żywnościowy 2 kompanii, rozbita została kuchnia i wóz przykuchenny. II batalion wyładunek rozpoczął w południe, zbombardowany dwukrotnie nie poniósł żadnych strat. III batalion wyładował się dopiero rano 5 września, również dwukrotnie zbombardowany dołączył do pułku w dniu następnym i pozostał w odwodzie w rejonie Koszyc.
W składzie Armii Kraków pułk zorganizować miał obronę wschodniego brzegu Dunajca, na odcinku: Zgłobice–Zbylitowska Góra, na odcinku około 8 km. Pułk przygotował się do obrony stałej, nie mając jednak wsparcia artylerii. Pierwsze walki stoczono z niemieckimi dywersantami w nocy 5/6 września, w ich trakcie poległo dwóch żołnierzy. Do pierwszej styczności z oddziałami niemieckiej 4 Dywizji Lekkiej doszło 6 września w Wojniczu, podczas próby opanowania mostu drogowego nad Dunajcem przez zmotoryzowany pododdział rozpoznawczy niemieckiej 4 Dywizji Lekkiej. Po południu pułk oddał swój III batalion na rzecz 38 pp. Jednocześnie dotarł do dywizji 24 pułk artylerii lekkiej, którego 1 bateria wzmocniła artylerię pułku. Około północy dotarł rozkaz wycofania się w kierunku Pilzna.

#### Odwrót na linię Wisłoka, Wisłoki i Sanu. Walki pod Jawornikiem Ruskim
Odwrót rozpoczął się rano 7 września. Po południu pułk przeszedł Wisłokę i zajął stanowiska na skraju lasu na wschód od rzeki i południe od Pilzna. W trakcie marszu pułk poniósł znaczne straty marszowe, z uwagi na chaos panujący na drodze marszu pułku, wywołany przez oddziały 17 pułku piechoty i 38 pułku piechoty oraz tabory, rozbite częściowo pod Tuchowem przez niemiecką 4 DLek. Część pogubionych żołnierzy pomaszerowała na Dębicę. W batalionie III/39 pp pozostała tylko połowa stanu osobowego, ponieważ batalion w trakcie 80 km marszu toczył walki z opóźniające z niemieckimi patrolami rozpoznawczymi. Przed zmrokiem batalion odparł niemiecki podjazd pancerno-motorowy. 8 września od rana 39 pp wzmocniony baterią 9/24 pal, podjął marsz jako straż tylna 24 DP, w południe dotarł do Wielopola, a wieczorem doszedł do Kozłówka. W nocy 8/9 września, z uwagi na rozkaz dalszego marszu za rzekę San, pułk podjął marsz dochodząc o świcie do wsi Węglówka. Gdzie z uwagi na zatarasowanie drogi odwrotu przez 11 Dywizję Piechoty, zajął przejściową obronę w Bonarówce i jej najbliższej okolicy. Tu do pułku dołączył 60 dywizjon artylerii ciężkiej – bez dwóch baterii. Po zwolnieniu drogi po godz. 16.00, 39 pp wraz z artylerią podjął marsz docierając wieczorem ok. 23.00 do Domaradza, gdzie pozostał na postoju. 10 września po godz. 2.00 w trakcie dalszego marszu w kierunku Baryczy, pułk został zatrzymany przed umocnioną zawałami i przeszkodami obroną 11 DP. Pułku nie przepuszczono, więc pomaszerował drogą do Sanu przez wieś Wara. Ostatecznie pułk po marszu polnymi drogami przeprawił się przez San w godzinach wieczorowo nocnych. 11 września po nocnym odpoczynku, 39 pp podjął marsz z okolic Siedlisk przez Jawornik Ruski, gdzie kolumna marszowa pułku została ostrzelana z zasadzki artylerią i bronią maszynową przez niemieckie oddziały 137 pułku strzelców górskich i 111 pułku artylerii górskiej ze składu 2 Dywizji Górskiej. Schodząca po zboczu kolumna pułku pod niemieckim ostrzałem podzieliła się na dwie części. Jedna z części kolumny 39 pp w składzie III/39 pp i części II/39 pp wsparty plutonem artylerii piechoty, zajęła obronę i odparła o godz. 11.00 niemieckie natarcie. O godz. 12.00 ta część kolumny wykonała przeciwuderzenie na stanowiska niemieckie, co umożliwiło pozostałej części pułku odejście na wschód w rejon Kotowa, a dalej na Jasienicę Sufczyńską. Po godz. 14.00 niepełne bataliony II i III pod dowództwem mjr. Józefa Bieńka wycofały się w kierunku Piątkowej. Po dojściu tej grupy do Iskań, a potem Tarnawki oba bataliony przeszły na odpoczynek. Podczas walk pod Jawornikiem Ruskim, 39 pp poniósł ciężkie straty w zabitych, wśród nich kpt. Leopold Arendt i wielu rannych, wśród nich ciężko por. Stanisław Trondowski. Utracono większość taborów i część moździerzy. O świcie 12 września pułk ruszył na Birczę. Grupa mjr. Bieńka szła wzdłuż Sanu, przez Krasiczyn do Kruhela Wielkiego. I batalion wraz z resztą II batalionu, 9 kompanią III batalionu i częścią oddziałów specjalnych zdołał przejść przez Kotów i dotarł 12 września do rejonu na wschód od Birczy, a wieczorem do odwodu dywizji w Kruhelu Wielkim. Tam nastąpiło połączenie się obu grup. Po tych walkach siły pułku spadły do siły dwóch batalionów. W trakcie boju pod Jawornikiem Ruskim i dalszego  marszu ppłk. dypl. Roman Szymański był na odprawie w sztabie dywizji.

#### Kierunek: Lwów. Bój pod Boratyczami i Husakowem

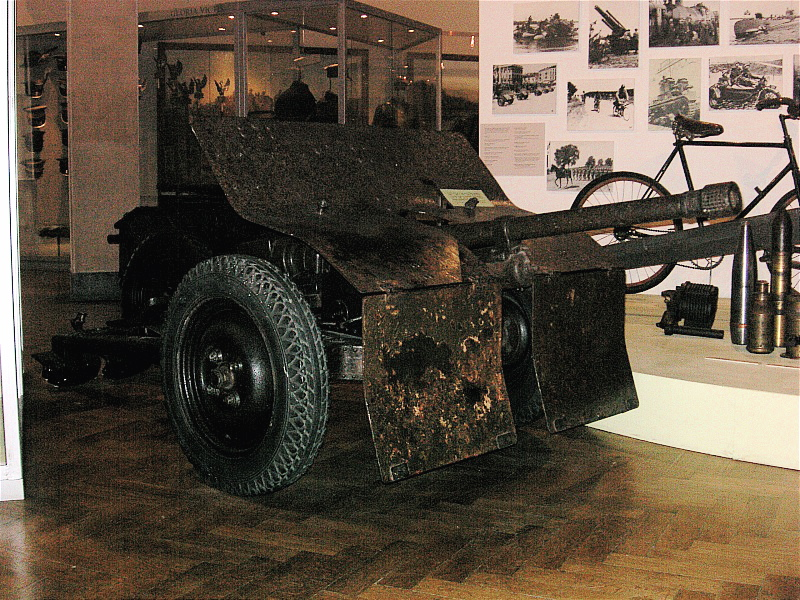
Armata ppanc. Bofors wz. 36

Wieczorem 13 września dowódca Armii Małopolska gen. K. Sosnkowski nakazał 24 DP forsowny marsz w kierunku Lwowa w celu obrony przyczółka rumuńskiego na linii Dniestr–Stryj. W związku z tym rozkazem 39 pp otrzymał rozkaz marszu do Husakowa poprzez Pikulice i Nehrybkę. W czasie postoju w Prałkowcach i Kruhelu Wielkim uzupełniono oddziały rozbitym batalionem „Nowy Sącz”. Resztki III batalionu utworzyły 7 kompanię strzelecką – dowódca por. L. Zalasiński. Rozwiązana została również orkiestra pułkowa. Skład pułku po reorganizacji:
- I i II batalion z etatowymi kompaniami ckm
- kompania zwiadu z 2 ckm
- 4 moździerze 81 mm
- 4 armatki ppanc. 37 mm
- 2 działony artylerii 75 mm

Rano 14 września w rejonie Tyszkowice, Boratycze, Chodnowice na zajmujące obronę oddziały 24 DP uderzyły jednostki niemieckiej 2 DGór. Po załamaniu niemieckiego natarcia przystąpiły do kontrataku na las Boratycze 155 pułk piechoty  i batalion 38 pp. Strona niemiecka wprowadziła do walki nowe bataliony i przy silnym wsparciu artylerii ponowiono atak na pozycje 155 pp i batalion 38 pp, spychając je z lizjery lasu, w jego głąb. Rozkazem dowódcy 24 DP płk. Bolesława Schwarzenberg-Czernego do odzyskania poprzednich pozycji skierowano 39 pp i pułk zbiorowy 24 DP. Od strony Chodnowic w kierunku północnym, pułk uderzył na zalesione wzgórze na zachód od Boratycz. Idący w straży przedniej I batalion ppłk. Piotra Kaczały uderzył z zaskoczenia na oddział rozpoznawczy niemieckiej 2 Dywizji Górskiej i zmusił go do odwrotu. W I rzucie natarcie prowadziły 6 i 7 kompanie strzeleckie i dywizyjna 103 kompania km i bt. Następnie pułk wraz z 155 pułkiem piechoty przeszedł do natarcia na las pod Boratyczami. Po ciężkich walkach zmuszono Niemców do wycofania się. W krytycznym momencie na polu walki pojawił się poczet ze sztandarem pułku. Zwycięstwo zostało okupione bardzo wysokimi stratami, wśród poległych był por. Kazimierz Czabanowski. W pułku pozostały trzy niepełne kompanie, liczące po kilkudziesięciu żołnierzy. Walki trwały do godzin wieczornych. Następnie pułk wycofał się do Husakowa i po przejściu płonącego po bombardowaniach miasta pomaszerował w kierunku Balic.

#### Walki pod Mużyłowicami Kolonią. Marsz do Lasów Janowskich

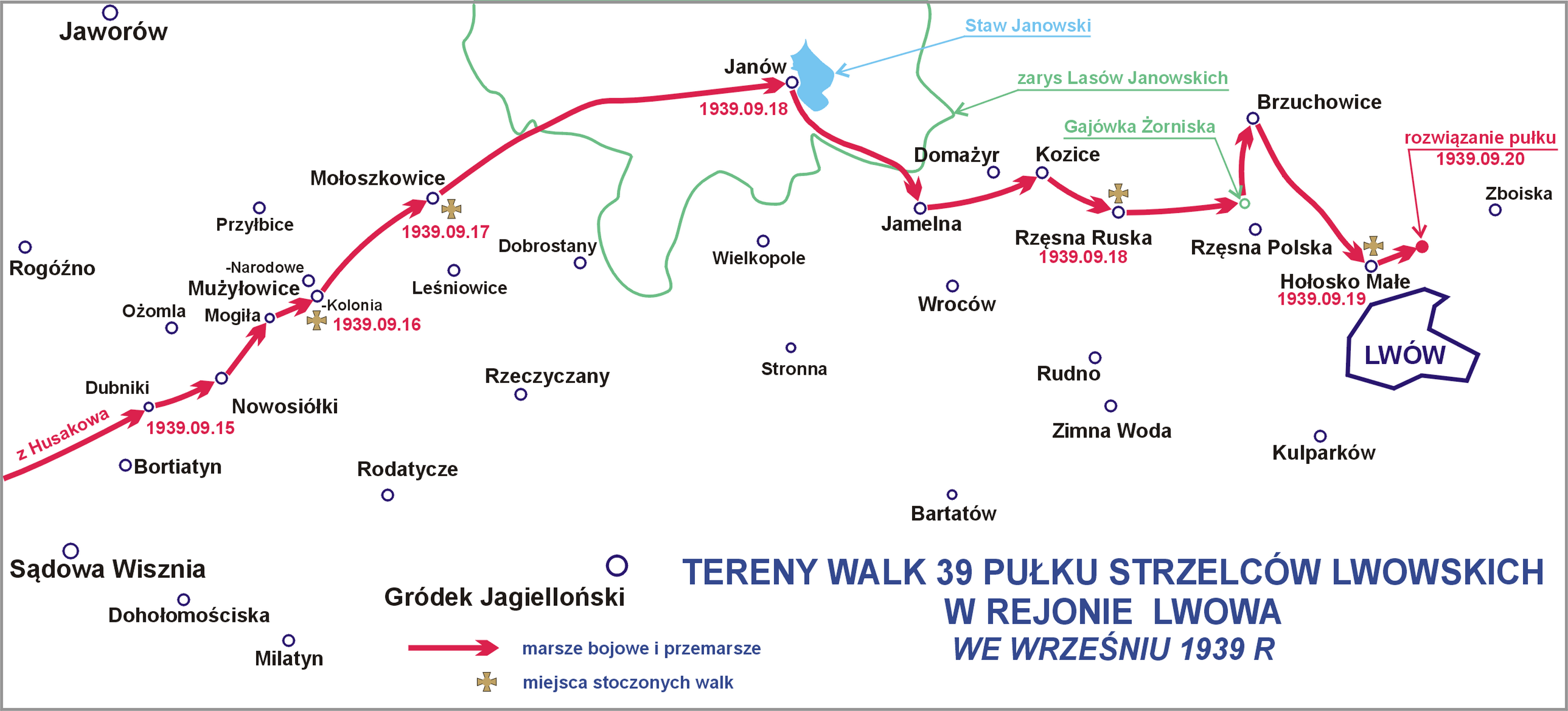
Tereny działań pułku w okolicach Lwowa we wrześniu 1939 r.

Po dojściu 39 pp w rejon Mościsk, rozkazem dowódcy dywizji podjął dalszy marsz przez Tuligłowy do lasów Zarzecze, na miejsce dotarł 15 września po południu. Podczas postoju dołączył do pułku batalion marszowy mjr. Henryka Dyducha i dwie armatki przeciwpancerne z III batalionu, które wzięły udziały w obronie Przemyśla oraz resztki innych pododdziałów z garnizonu Przemyśla. Po południu pułk wyruszył na pozycję wyjściową do przewidywanego nocnego uderzenia przez Słomianki. Rano 16 września straż przednia pułku dotarła pod Mużyłowice Kolonię, gdzie napotkała zdecydowany opór resztek – rozbitego w nocy przez 11 KDP, III batalionu, pułku zmotoryzowanego SS-Standarte „Germania”. Do natarcia przeszedł I batalion ppłk. Piotra Kaczały, obronę niemiecką oskrzydliła kompania zwiadu 39 pp. Niemiecki pododdział został zniszczony, po stronie polskiej poległ por. Kazimierz Bukowy. 39 pułk dotarł do Mołoszkowic, a następnie do Lasów Janowskich (na północny zachód od Lwowa), obsadzając odcinek obronny lasu „Na Chmurowem” od strony południowo-wschodniej i południowej. 17 września o świcie pod stanowiska obronne 24 DP, podeszły grupy bojowe niemieckiej 1 DGór. Po silnym ostrzale artylerii uderzyła piechota górska na oddziały 24 DP, w tym na odcinek 39 pp. Szczególnie atakowany był batalion I/39 pp. Wszystkie natarcia niemieckie zostały odparte. Po zmroku pułk oderwał się od nieprzyjaciela i podjął marsz przez las 336 do Kertyny. Dołączył do sił głównych 24 DP wraz z nią pomaszerował w kierunku Janowa. Kompanie miały wówczas po około 50 strzelców, a kompania zwiadu przestała istnieć. Rankiem 18 września pułk dotarł do Janowa, tu ppłk. dypl. Roman Szymański dokonał kolejnej reorganizacji 39 pułku piechoty formując z niego zbiorczy batalion piechoty i kompanię ckm.

#### Ostatnie boje pod Lwowem i rozwiązanie pułku
Po krótkim postoju w Janowie batalion zbiorczy 39 pp ruszył na Jamelnę – Kozice – Rzęsnę Ruską. Dalszy marsz zatrzymany został na przedpolu Rzęsnej Ruskiej przez oddziały niemieckiej 1 Dywizji Górskiej. Wobec zamknięcia drogi na Lwów zgrupowaniu gen. Sosnkowskiego, wydał rozkaz uderzenia na Rzęsną Ruską. W celu jej zdobycia ppłk. dypl. Szymańskiemu oprócz batalionu zbiorczego 39 pp, podporządkowano zbiorcze bataliony 38 i 17 pp oraz dwa zbiorcze bataliony KOP i ON. Z rejonu Kozic przy wsparciu artylerii 24 DP, wyprowadzone zostało natarcie batalionu 39 pp mjr. Bieńka, batalionu 38 pp mjr. Böhma i batalionu 17 pp mjr. Weisbacha oraz batalionu zbiorczego KOP i ON mjr. Dembowskiego. Batalion 39 pp w ciężkiej walce wdarł się do północno-zachodniej części Rzęsny Ruskiej i toczył walkę o poszczególne budynki. Batalion 38 pp zdobył folwark Rzęsna Ruska i podszedł pod południowo-zachodnią część wsi Rzęsna Ruska. Pozostałe dwa bataliony zostały zatrzymane przed Dworem Skitniki. O godz. 10.00 na prośbę ppłk. dypl. Szymańskiego wprowadzono zbiorowy batalion 1 pułku strzelców podhalańskich mjr. Serafiniuka. Batalion ten wdarł się do lasu na północ od Dworu Skitnik, z którego niemieckim przeciwnatarciem został wyrzucony do opanowanego Dworu Skitnik, który utrzymał. W dalszej walce batalion 39 pp opanował zachodnią część wsi, a batalion 38 pp południowy skraj wsi. Po gwałtownej walce, wobec braku wsparcia, natarcie utknęło w połowie miejscowości. Poległo i rannych zostało wielu żołnierzy wśród nich ciężko ranny został mjr. Józef Bieniek i por. Marian Żurawski, dowódcę batalionu zastąpił ppłk. Piotr Kaczała. Po godz. 16.00 wprowadzono do walki pozostałość 155 pp, który zdobył część lasu na północ od Rzęsny Ruskiej. Oddziały 24 DP w Rzęsnej Ruskiej i okolicy były atakowane przez lotnictwo niemieckie. Dalsze natarcie powstrzymano o godz. 17.00 z uwagi na pojawienie się niemieckich czołgów z 5 Dywizji Pancernej. Czołgi ostrzelały pozycje batalionu ppłk. Piotra Kaczały, a następnie ostrzelane zostały przez broń ppanc. batalionu 38 pp i armaty 75 mm, 24 pal i 40 pułku artylerii lekkiej ponosząc straty w unieruchomionych i zniszczonych czołgach. Z uwagi na brak odwodów natarcie zatrzymano. Na rozkaz gen. broni Kazimierza Sosnkowskiego postanowiono wycofać się do Lasów Brzuchowickich. Zniszczono samochody i pozostałe działa oraz ciężki sprzęt i tabory. Pozostali żołnierze po oderwaniu się od nieprzyjaciela o zmroku zebrali się punktach zbiórek, gdzie dokonano zniszczeń i reorganizacji pododdziałów. Z 39 pp pozostało wówczas dwie kompanie ckm i dwie kompanie strzeleckie z 200 żołnierzami. O godz. 22.00 pułk rozpoczął nocny marsz do Brzuchowic. O północy gen. Sosnkowskiemu udało się nawiązać łączność z dowódcą 11 Karpackiej Dywizji Piechoty, wobec czego odwołał swój poprzedni rozkaz o rozwiązaniu oddziałów i zniszczeniu ciężkiego sprzętu. Niestety, pułk zniszczył już swoje moździerze i dwa działony artylerii piechoty. Pozostało jednak dwadzieścia ckm, pięć armatek ppanc., cztery karabiny ppanc. oraz większość rkm. Z batalionów 39 pp i 38 pp i resztek 155 pp zorganizowano jeden zbiorczy pod dowództwem mjr. Józefa Böhma. 19 września resztki pułku weszły do akcji w Lasach Brzuchowickich. Zacięte walki o przebicie się do Lwowa rozpoczęły się od godzin popołudniowych 19 września, na odcinku działań pod Hołoskiem Małym i nieprzerwanie trwały do wieczora 20 września. Ze zbiorczego batalionu 38 pp, 39 pp i 155 pp oraz pozostałości 1 pspodh. pozostało ok.: 400 żołnierzy, cztery armatki ppanc. i osiem ckm. Około godz. 20.00 przystąpiono do ostatniej próby przebicia się do Lwowa wąwozem biegnącym od strzelnicy wojskowej do Zboisk, a następnie uderzeniem przez tę miejscowość, jednak nie zdołano przełamać linii niemieckich. W nocy 20/21 września ostatnia grupa żołnierzy w liczbie 300–400, w tym kilkudziesięciu z 39 pp wraz z ppłk. dypl. Szymańskim, kpt. Domiterem towarzysząc gen. Sosnkowskiemu próbowała przebić się do Dublan i do granicy węgierskiej. Wobec natrafienia na niemiecką obronę ppłk Szymański rozwiązał grupę i pułk, każdy w grupkach miał dotrzeć do granicy lub udać się do domu. 21 września 1939 roku jarosławski 39 pułk piechoty Strzelców Lwowskich przestał istnieć.

### Pododdziały formowane przez 39 pp
III batalion 154 pułku piechoty
Zmobilizowany został dla 45 Dywizji Piechoty Rezerwowej, która miała być odwodem Armii „Kraków”. Oprócz oficerów z 39 pp odeszło do mobilizowanego batalionu 200 strzelców z pełnym uzbrojeniem. Mobilizacji 45 DP (rez.) nie zakończono, nie udało się również scalić dowództwa 154 pp (rez.) i wszystkich jego pododdziałów. Z rozkazu dowódcy Okręgu Korpusu nr X gen. Wacława Wieczorkiewicza batalion ppłk Franciszka Herzoga przeznaczony został do organizowanej obrony linii Sanu i 9 września zajmował pozycje obronne w Nowosielcach koło Przeworska. Wieczorem opuścił stanowiska i wymaszerował pod Leżajsk w celu wzmocnienia obsady przyczółka mostowego pod Kuryłówką. Niestety, rano 10 września na postoju w lasach w rejonie Dębna został zaskoczony i rozbity przez oddziały niemieckiej 2 Dywizji Pancernej.
I batalion improwizowany 39 pp
Utworzony został z nadwyżek osobowych pokojowego I batalionu 39 pułku piechoty. Utworzony w ramach Ośrodka Zapasowego 24 DP. 7 września obsadzał odcinek obronny pod Przemyślem: Lipowica–Winna Góra–zakole Sanu pod Buszkowicami. Wycofany 14 września, obsadził odcinek drogi od Dobromila przez Zniesienie i Podzamcze do Krasiczyna i skutecznie odpierał wielokrotne ataki niemieckiej 7 Dywizji Piechoty. Batalion miał 68 zabitych i 97 rannych. Wieczorem wycofał się w lasy janowskie, gdzie uzupełnił stany osobowe macierzystego pułku.
Dowódca – kpt. Franciszek Wylęgała
- 1 kompania – por. Józef Przybylski
- 2 kompania – ppor. Jerzy Górkiewicz
- 3 kompania – ppor. rez. Szczepański
- 1 kompania karabinów maszynowych – ppor. Marian Kadlec
  - I pluton – ppor. Kazimierz Sokół + 14 IX 1939 Przemyśl

II batalion improwizowany 39 pp
Zmobilizowany w 39 pp jako batalion marszowy, potem w Ośrodku Zapasowym 24 Dywizji Piechoty z nadwyżek mobilizacyjnych pułku. W związku z załamaniem frontu batalion przewidziany został do obrony Przemyśla. Obsadzał odcinek obrony na Zasaniu. 14 września wycofany został do wschodniej części miasta i nie dopuścił do przeprawy przez San niemieckiego podjazdu, który sforsował rzekę pod Buszkowicami. Wieczorem wycofał się do Mościsk, gdzie dołączył do 24 Dywizji Piechoty.
Dowódca – mjr Henryk Dyduch
- 4 kompania – ppor. Piotr Michał Kurek
- 5 kompania – kpt. Marian Ostrowski
- 6 kompania – ppor. rez. Leszek Winiarski
- 2 kompania karabinów maszynowych – por. rez. Józef Kupka

III batalion improwizowany 39 pp
Zorganizowany został w koszarach 5 psp z nadwyżek mobilizacyjnych 39 pp. Wszedł w skład OZ 24 DP. W trakcie obrony Przemyśla batalion obsadzał główną pozycję obronną w rejonie mostu kolejowego i drogowego. W nocy 13/14 września opuścił dotychczasową pozycję i zajął odcinek w południowo-wschodnim rejonie Przemyśla, od koszar 22 pal do cmentarza przy ul. Słowackiego. Podczas walk o miasto poniósł duże straty pod ogniem niemieckiej artylerii i broni maszynowej (54 zabitych i kilkudziesięciu rannych). Wieczorem 14 września wycofał się do Mościsk, gdzie dołączył do 24 Dywizji Piechoty.
Dowódca – kpt. Jakub Szutt
- adiutant – ppor. Kazimierz Radwański
- 7 kompania – por. rez. mgr Tomasz Sajdłowski
- 8 kompania – por. Józef Kuś
- 9 kompania – por. rez. Bolesław Osierda
- 3 kompania karabinów maszynowych – por. rez. Stanisław Kamiński

batalion Obrony Narodowej „Jarosław”
| Struktura organizacyjna i obsada personalna we wrześniu 1939 | Struktura organizacyjna i obsada personalna we wrześniu 1939 |
| Stanowisko                                                   | Stopień, imię i nazwisko                                     |
| Dowództwo                                                    | Dowództwo                                                    |
| ------------------------------------------------------------ | ------------------------------------------------------------ |
| dowódca pułku                                                | ppłk dypl. piech. Roman Szymański                            |
| I adiutant                                                   | kpt. Stefan Józef Żółtowski                                  |
| II adiutant                                                  | kpt. dypl. Jan Vano Nanuaszwili                              |
| oficer łączności                                             | kpt. Eugeniusz Józef Buczyński                               |
| oficer łącznikowy                                            | ppor. Józef Chirowski                                        |
| kwatermistrz                                                 | kpt. Władysław Leon Tomaka                                   |
| naczelny lekarz                                              | por. lek. dr Antoni Mateusz Pieszak                          |
| kompania gospodarcza                                         | kpt. Stanisław Bronszewski                                   |
| I batalion                                                   |                                                              |
| dowódca I batalionu                                          | ppłk Piotr Kaczała                                           |
| adiutant batalionu                                           | ppor. Antoni Piotrowski                                      |
| dowódca 1 kompanii strzeleckiej                              | por. rez. Władysław Todt                                     |
| dowódca I plutonu                                            | ppor. Jerzy Stanisław Głoskowski † 14 IX Tyszkowice          |
| dowódca II plutonu                                           | ppor. Maciej Józef Kielman                                   |
| dowódca III plutonu                                          | st. sierż. Ciećkiewicz                                       |
| dowódca 2 kompanii strzeleckiej                              | por. Michał Kwieciński                                       |
| dowódca 3 kompanii strzeleckiej                              | kpt. Edward Pycz                                             |
| dowódca I plutonu                                            | por. rez. Stanisław Szczerbiński                             |
| szef kompanii                                                | sierż. Józef Bąk                                             |
| dowódca 1 kompanii karabinów maszynowych                     | kpt. Miron Manuel Czmyr                                      |
| dowódca I plutonu                                            | ppor. rez. Henryk Ginalski                                   |
| II batalion                                                  |                                                              |
| dowódca II batalionu                                         | mjr Józef Bieniek                                            |
| adiutant batalionu                                           | ppor. rez. Alfred Sobel † 20 IX                              |
| dowódca plutonu łączności                                    | ppor. Arnold Kübler                                          |
| dowódca 4 kompanii strzeleckiej                              | kpt. rez. Józef Dziedzic                                     |
| dowódca 5 kompanii strzeleckiej                              | kpt. Zygmunt Rylski                                          |
| dowódca 6 kompanii strzeleckiej                              | por. Kazimierz Czabanowski (do †14 IX Tyszkowce)             |
| dowódca 2 kompanii karabinów maszynowych                     | por. Stanisław Trondowski (do 10 IX 1939)                    |
| dowódca I plutonu                                            | ppor. rez. Ludwik Marian Krowicki                            |
| III batalion                                                 |                                                              |
| dowódca III batalionu                                        | kpt. Zygmunt Gawłowski                                       |
| adiutant batalionu                                           |                                                              |
| dowódca plutonu łączności                                    | sierż. Emil Opielowski                                       |
| dowódca 7 kompanii strzeleckiej                              | por. Leon Hieronim Zalasiński                                |
| dowódca I plutonu                                            | ppor. Poba                                                   |
| dowódca 8 kompanii strzeleckiej                              | kpt. rez. Leopold Arendt (do † 10 IX 1939)                   |
| dowódca 9 kompanii strzeleckiej                              | kpt. Karol Domiter                                           |
| dowódca I plutonu                                            | ppor. rez. Edmund Reimann †18 IX Rzęsna Ruska                |
| dowódca 3 kompanii karabinów maszynowych                     | por. Marian Józef Żurawski                                   |
| dowódca I plutonu                                            | por. Edmund Szczerbiński                                     |
| Pododdziały specjalne                                        |                                                              |
| dowódca kompanii przeciwpancernej                            | NN                                                           |
| dowódca kompanii zwiadu                                      | por. Kazimierz Bukowy †18 IX Mużyłowice                      |
| dowódca plutonu zwiadu konnego                               | wachm. Stefan Bajorski                                       |
| dowódca plutonu kolarzy                                      | sierż. Jan Tedys, sierż. Jan Bogucki                         |
| pluton zwiadu pieszego?                                      | st. sierż. Stefan Wańczycki                                  |
| dowódca plutonu artylerii piechoty                           | por. art. Jan Dominik Cehak                                  |
| dowódca plutonu pionierów                                    | st. sierż. Stanisław Szajnar                                 |
| dowódca plutonu przeciwgazowego                              | NN                                                           |
| dowódca plutonu łączności                                    | sierż. Emil Opielowski?                                      |
| zastępca dowódcy plutonu                                     | sierż. Stanisław Argasiński                                  |
| dowódca radiostacji N1                                       | plut. Józef Babiarz                                          |

## Symbole pułku
Sztandar pułku

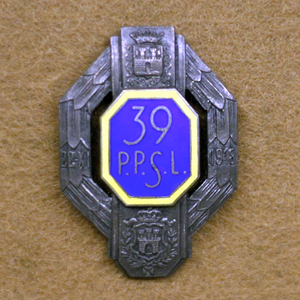
Odznaka

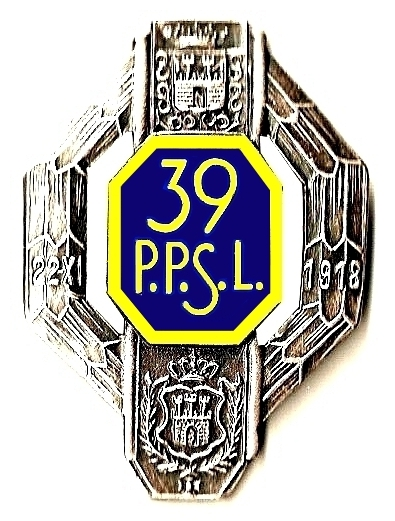
Odznaka oficerska

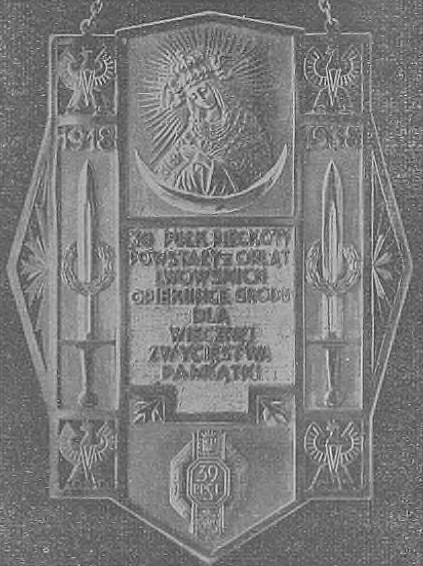
Ryngraf z 1938

9 maja 1923 roku Prezydent RP Stanisław Wojciechowski zatwierdził wzór chorągwi 39 pp.
29 kwietnia 1924 roku generał broni Lucjan Żeligowski, w imieniu Prezydenta RP, wręczył chorągiew ówczesnemu dowódcy oddziału, pułkownikowi Edwardowi Kańczuckiemu. Chorągiew została ufundowana przez Polonię amerykańską z Detroit.
Motywem kolorystycznym obu stron płata był czerwony krzyż maltański na białym tle. W środku prawego płata umieszczono wieniec wawrzynowy z haftowanym srebrnym orłem. Między ramionami krzyża, również w otoku wieńca wawrzynu znajdowały się numery pułku: „39”.
Środek lewego płata zajmował wieniec wawrzynowy z dewizą Wojska Polskiego Honor i Ojczyzna. W rogach herby Lwowa i Jarosławia i wizerunek Matki Bożej.
Na ramionach krzyża nazwy miejscowości i daty związane z tradycjami bojowymi pułku:
- zwycięstwo pod Brzuchowicami i Zboiskami 29 IV 1919
- zajęcie Hłuboczka i Tarnopola 1 VI 1919
- zdobycie Nowokonstantynowa 24 II 1920
- bój nad rzeką Autą 4 VII 1920

Drzewce zwieńczone było srebrną głowicą z orłem, zwróconym głową w lewo, rozchylonymi skrzydłami, siedzącym na podstawie z numerem pułku.
Na drzewcu, poniżej podstawy orła umocowana była kokarda z biało-czerwoną wstęgą.
We wrześniu 1939 roku, w związku z odejściem pułku na front, sztandaru nie oddano do Ośrodka Zapasowego pułku. Pojechał na front wozem sztabowym kapelana i przeszedł cały szlak bojowy. 14 września, w boju pod Boratyczami i Husakowem, w obliczu przełamania obrony przez Niemców – poczet sztandarowy wprowadzony został na pole walki, przyczyniając się do opanowania paniki. Zakopany nocą 18 września koło leśniczówki w Lasach Brzuchowickich zaginął i dalsze jego losy nie są znane. Jednak w Muzeum Wojska w Paryżu odnalazł się orzeł od sztandaru z numerem 39 na podstawie.
Odznaka pamiątkowa
23 kwietnia 1929 roku Minister Spraw Wojskowych marszałek Polski Józef Piłsudski zatwierdził wzór i regulamin odznaki pamiątkowej 39 pp. Odznaka o wymiarach 40×28 mm ma kształt ośmiobocznej tarczy otoczonej stylizowanym wieńcem laurowym. Na wieńcu data: 22 XI 1918 – walki w obronie i wyzwolenie Lwowa. W środku wieńca ośmiobok z podwójną krawędzią, na nim numer i inicjały pułku: „39 P.P.S.L”. Nad ośmiobokiem herb Jarosławia, pod ośmiobokiem herb Lwowa. Odznaka oficerska była tłoczona w srebrze i częściowo emaliowana. Pole ośmioboku granatowe, jego obwódka – żółta. Kolorystyka ta związana była ściśle z granatowymi mundurami z żółtymi wyłogami piechoty polskiej epoki napoleońskiej i powstania listopadowego. Odznaka żołnierska była tłoczona z mosiądzu, nie była emaliowana.
Ryngraf
W 1938, podczas obchodów obrony Lwowa z 1918, na obrazie Matki Boskiej Ostrobramskiej w kościele pod tym wezwaniem we Lwowie umieszczono ryngraf z obrazem Matki Boskiej Ostrobramskiej złożony przez 39 Pułk Piechoty Strzelców Lwowskich, powstały z Orląt lwowskich, „Opiekunce grodu dla wiecznej zwycięstwa pamiątki” (zaprojektowany przez Rudolfa Mękickiego, a wykonany w srebrze, częściowo złocony przez Kazimierza Wojtycha).

## Strzelcy lwowscy

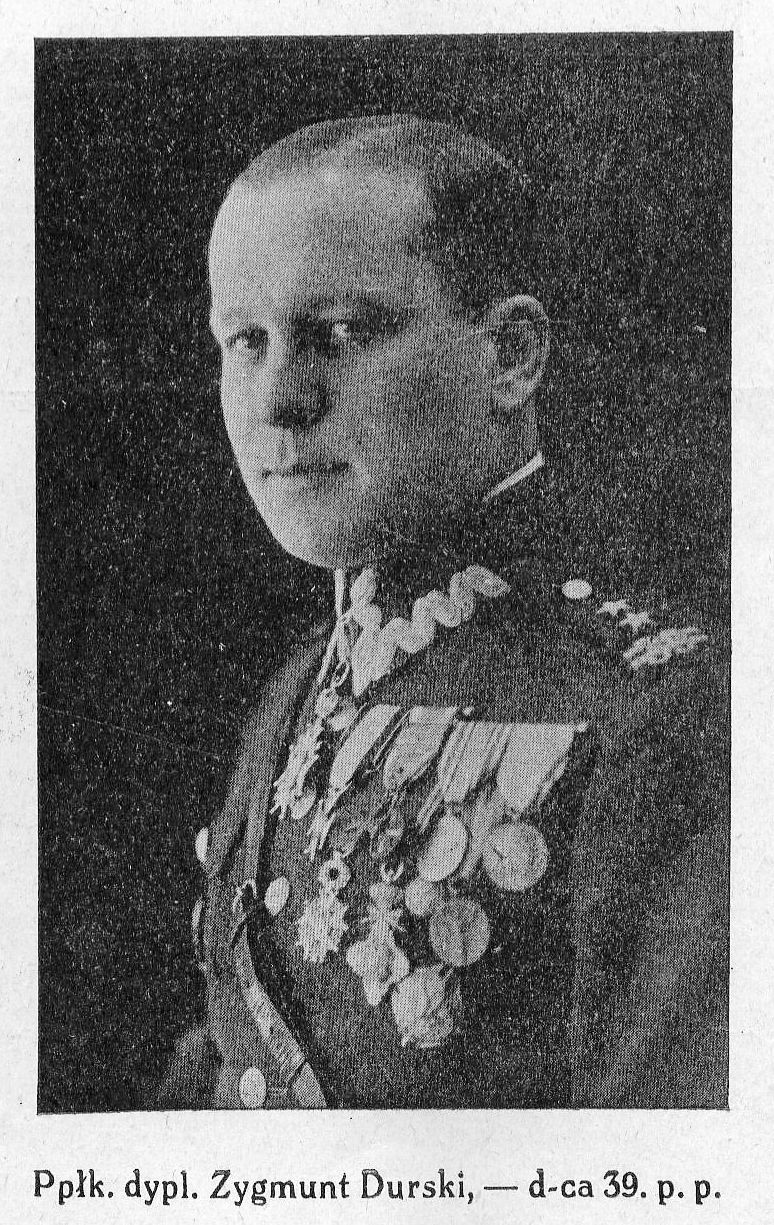
Ppłk dypl. Zygmunt Durski

Dowódcy pułku
- ppłk Jan Ryszard Hausner (25 XI 1918 – 20 VI 1919
- mjr Czunikin Krasowiecki (23 VI – 1 VII 1919
- mjr Kazimierz Topoliński (qqq2 VII – 7 VIII 1919
- płk Stanisław Eulagiusz Sobolewski (8 VIII – 15 VI 1920
- kpt. art. Karol Battaglia (16 VI – 15 VII 1920
- płk Stanisław Eulagiusz Sobolewski (16 VII – 28 VII 1920
- ppłk Franciszek Goliński (29 VII – 27 VIII 1920
- mjr piech. Bolesław Pytel (27 VIII 1920 – 23 II 1921)
- ppłk / płk piech. Edward Kańczucki (1 VI 1921 – 31 III 1927 → praktyka poborowa w PKU Kalisz[55])
- ppłk / płk dypl. piech. Zygmunt Durski (5 V 1927[56] – 22 XII 1934 → dowódca piechoty dywizyjnej 22 DP)
- ppłk dypl. Józef Gruszka (22 XII 1934[57] – † 18 XI 1937)
- ppłk dypl. piech. Roman Władysław Szymański (1938 – 20 XI 1939)

Zastępcy dowódcy pułku
- ppłk piech. Stefan Wyspiański (1923 – IV 1924 → zastępca dowódcy 68 pp)
- tyt. płk piech. Stanisław Palle (IV 1924[59] – V 1925)
- ppłk piech. Tadeusz Jeziorański (1925 – 11 X 1926 → dyspozycja dowódcy pułku[60])
- ppłk piech. Konrad Witold Sieciński (11 X 1926[61] – 31 III 1927 → praktyka poborowa w PKU Jarosław[55])
- mjr / ppłk piech. Franciszek Szyszka (od 5 V 1927[56] – VIII 1932 → stan spoczynku z dniem 30 XI 1932)
- ppłk dypl. sap. inż. Henryk Bagiński (10 VIII 1932 – 8 IV 1934)
- ppłk dypl. piech. Stanisław Sztarejko (8 V 1934 – X 1935 → Sztab Główny)
- ppłk piech. Stanisław Tworzydło (do VIII 1939 → dowódca OZ 24 DP)

II zastępca (kwatermistrz)
- mjr / ppłk piech. Piotr Kaczała (VIII 1935[62] – VIII 1939 → dowódca I baonu

### Żołnierze 39 pułku piechoty – ofiary zbrodni katyńskiej
Biogramy ofiar zbrodni katyńskiej znajdują się między innymi w bazach udostępnionych przez Ministerstwo Kultury i Dziedzictwa Narodowego oraz Muzeum Katyńskie.
| Nazwisko i imię        | stopień      | zawód             | miejsce pracy przed mobilizacją                | zamordowany |
| ---------------------- | ------------ | ----------------- | ---------------------------------------------- | ----------- |
| Albert Jerzy           | podporucznik |                   |                                                | ULK         |
| Badowicz Stanisław     | ppor. rez.   | technik budowlany |                                                | Charków     |
| Chrzanowski Konstanty  | por. rez.    | urzędnik          | Centralna Kasa Spółek Rolnych we Lwowie        | Charków     |
| Cypryś Jan Piotr       | ppor. rez.   | nauczyciel        | szkoła w pow. jarosławskim                     | Charków     |
| Czmyr Miron            | kapitan      | żołnierz zawodowy | dowódca 2/39 pp; dca 1 kkm (IX 39)             | Charków     |
| Górkiewicz Jerzy       | podporucznik | żołnierz zawodowy | dowódca plutonu 3/39 pp; dca 2/39 impr. (IX)   | Charków     |
| Gutka Zbigniew         | ppor. rez.   | technik budowlany | Zakłady G. Frankego w Nisku                    | Charków     |
| Hanus Edward           | ppor. rez.   | mgr filologii     | gimnazjum                                      | ULK         |
| Hermach Wacław         | por. rez.    | urzędnik          | Urząd Kontroli Skarbowej we Lwowie             | Katyń       |
| Kazatel Julian Henryk  | ppor. rez.   | budowlaniec       |                                                | Katyń       |
| Kotlewski Jan          | ppor. rez.   |                   |                                                | Katyń       |
| Karpiński Władysław    | kpt. rez.    | nauczyciel        |                                                | Charków     |
| Kratel (Krateil) Jan   | ppor. rez.   | ziemianin         | właściciel maj. Zarzyszcze                     | ULK         |
| Kulikowski Eugeniusz   | ppor. rez.   | nauczyciel        |                                                | Charków     |
| Müller Bolesław        | por. rez.    | nauczyciel,       | kier. szkoły w Łukawcu                         | Charków     |
| Rogoziński Kazimierz   | ppor. rez.   |                   |                                                | Katyń       |
| Szutt Jakub            | kapitan      | żołnierz zawodowy | oficer mob. 39 pp; dca III impr./39 pp (IX 39) | Charków     |
| Trondowski Bogusław    | ppor. rez.   | nauczyciel        |                                                | Charków     |
| Zajączkowski Stanisław | ppor. rez.   | urzędnik          | Poczta Polska                                  | Charków     |